# Dietkirchen (Bonn)
Der Name Dietkirchen Bonn steht für mehrere Begriffe, die in der Geschichte der heutigen Bundesstadt Bonn und ihrer Region eine bedeutende Rolle hatten. So war Dietkirche (= Volkskirche) nicht nur der Name einer ersten christlichen Kirche, sondern auch der Namensursprung einer früh entstandenen Ansiedlung, die sich um das Gotteshaus gebildet hatte. Dietkirchen wurde auch der Name des späteren Pfarrbezirkes (Sprengel) und gleichfalls der Name eines bei der Kirche gegründeten Klosters, aus dem später das freiadelige Stift St. Petrus in Dietkirchen hervorging. Das Kloster Dietkirchen gehörte neben den klösterlichen Gründungen in Vilich (978) und Schwarzrheindorf (1151) zu den ersten religiös-weiblichen Konventen im Raum Bonn. Das Stift Dietkirchen wurde 1802 unter der französischen Verwaltung aufgehoben und sein Besitz beschlagnahmt.

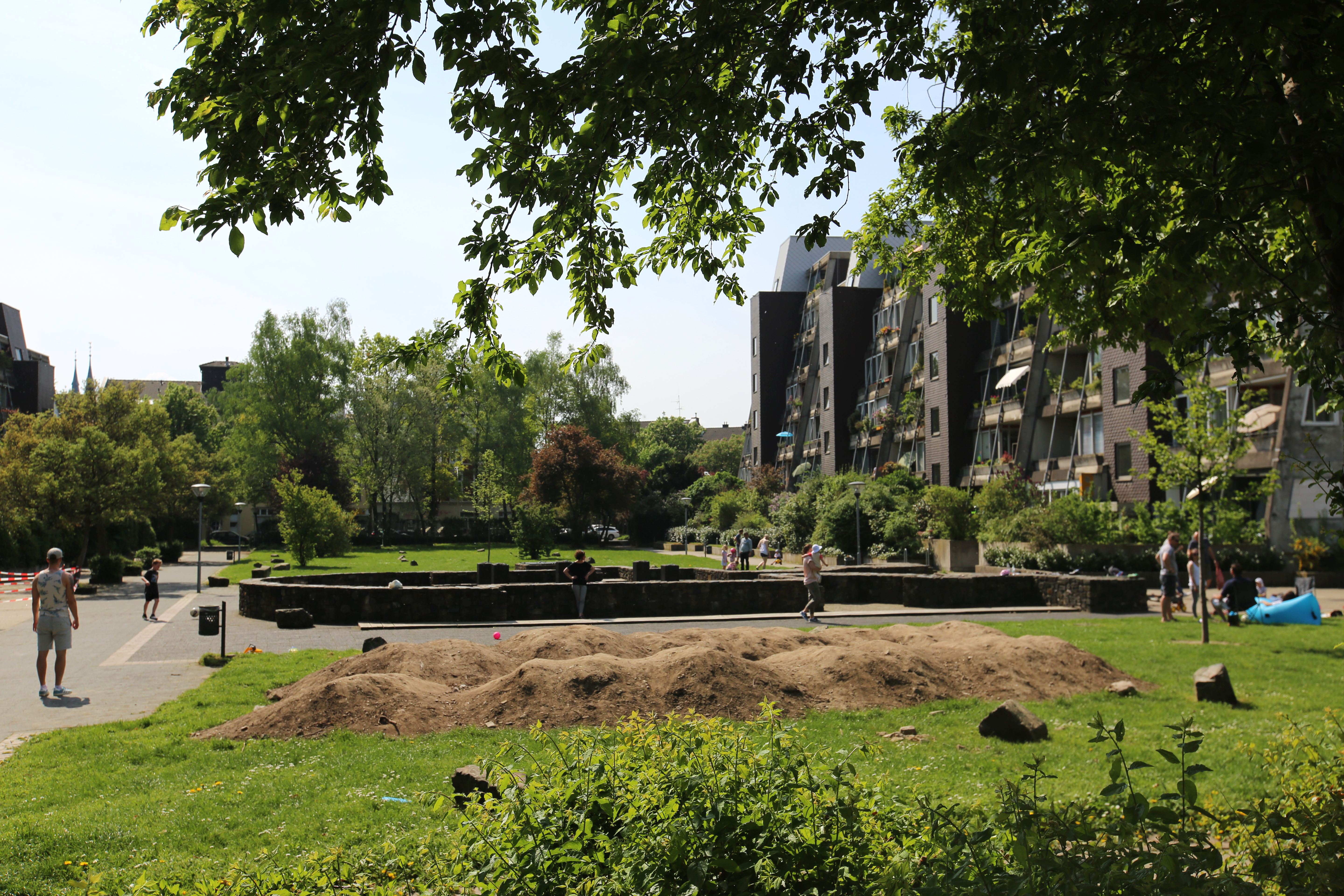
Ehemaliger Standort der „Dietkirche“ vor der Stadtmauer. Im Hintergrund ganz links die Doppeltürme der heutigen Stiftskirche, die innerhalb der Befestigung ihren Ursprung hatte

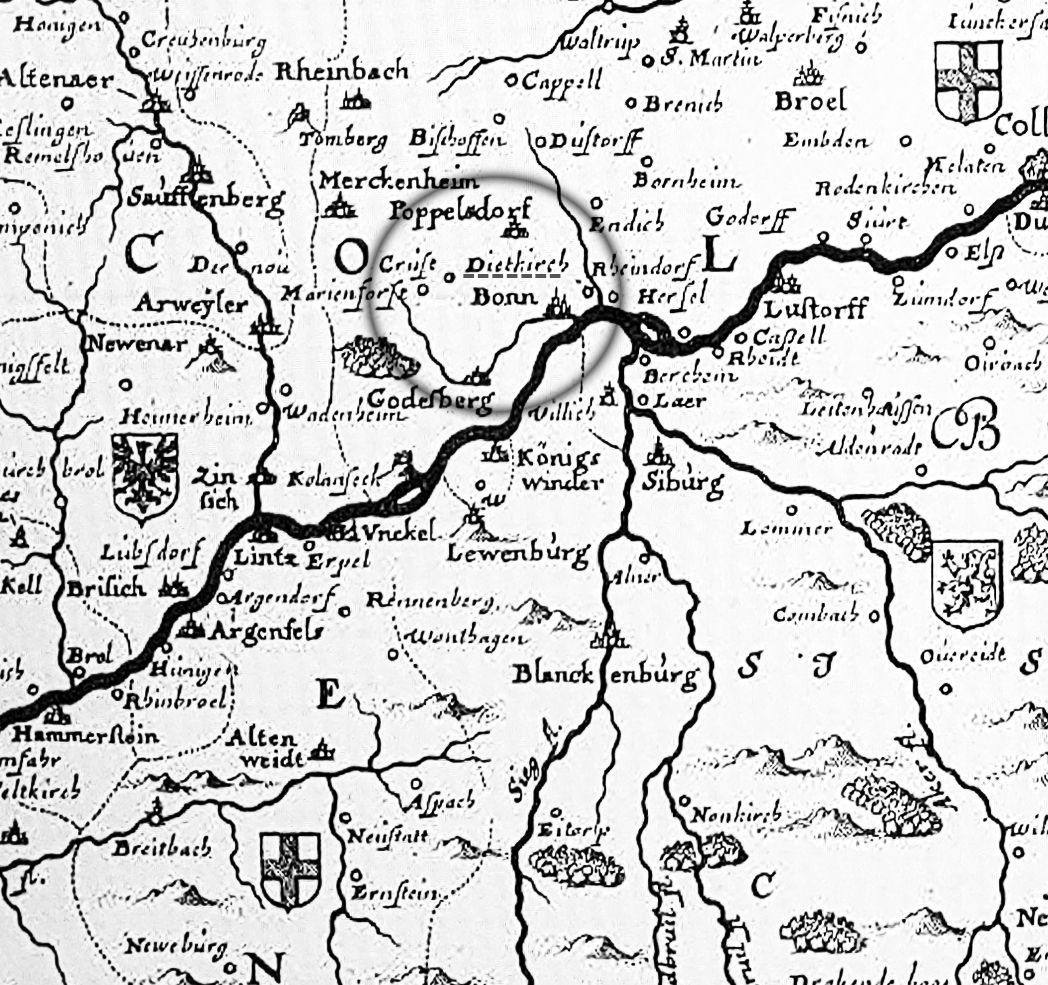
Erzbistum Köln 1638 Kartenausschnitt

## Geschichte

### Römisch-fränkische Zeit

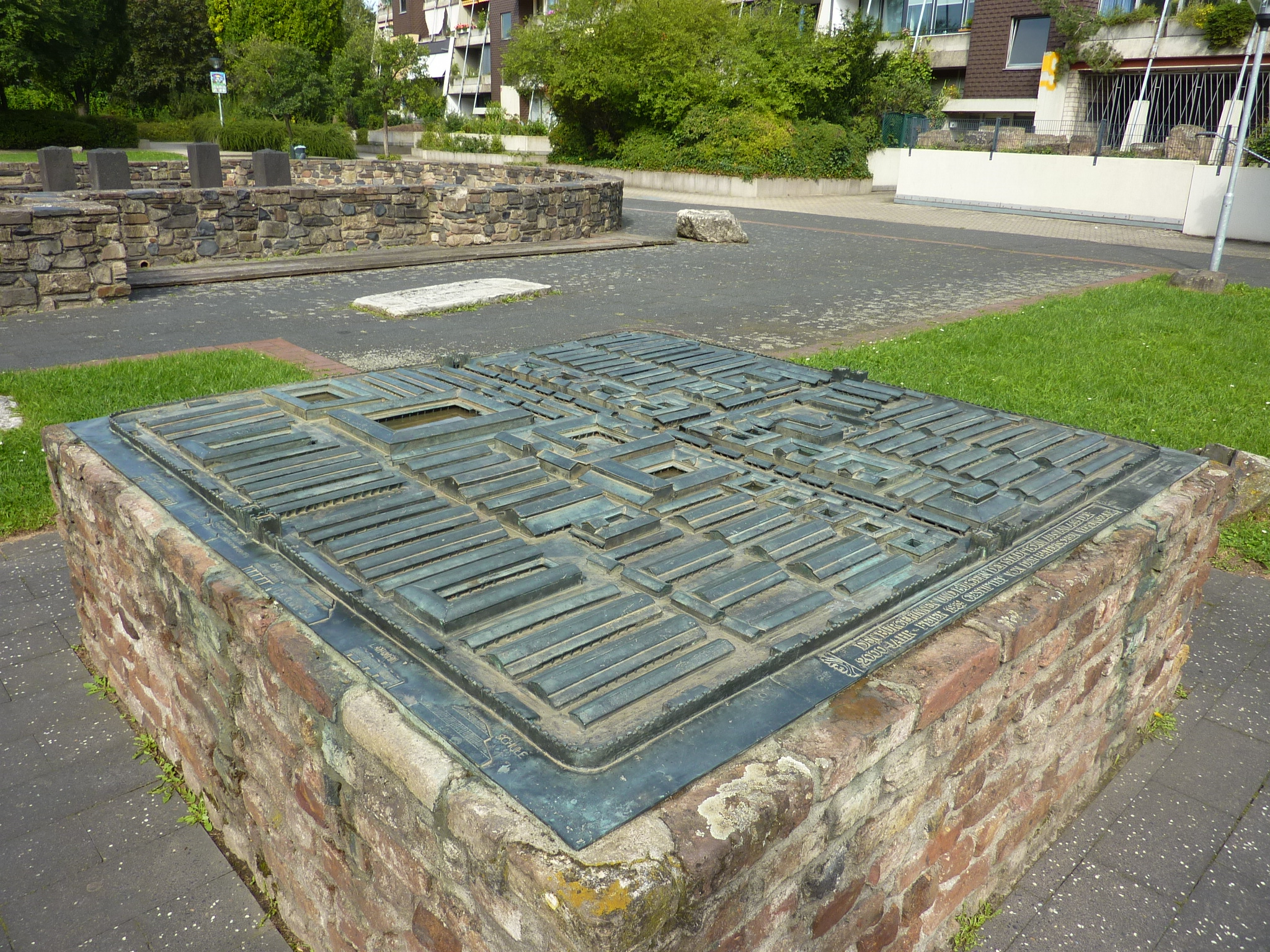
Relief des Militärlagers

In der nachrömischen Zeit bildete sich aus dem oppidum castrum Bonna – an der Südwestecke des ehemaligen Römerlagers – eine ubisch-römisch gemischte Wohnsiedlung. In dieser hatte sich – seit der Abkehr vom heidnischen Glauben – in fränkischer Zeit eine christliche Gemeinde gebildet, die sich als Volkskirche (= Dietkirche) verstand. Im Gegensatz zu weiteren früh entstandenen Kirchen war die Dietkirche vorerst die einzige Pfarrkirche mit Taufrecht und wird als Urpfarrei des Bonner Raumes angesehen.

### Freilegung der Ur-Kirche in der Bonner Nordstadt

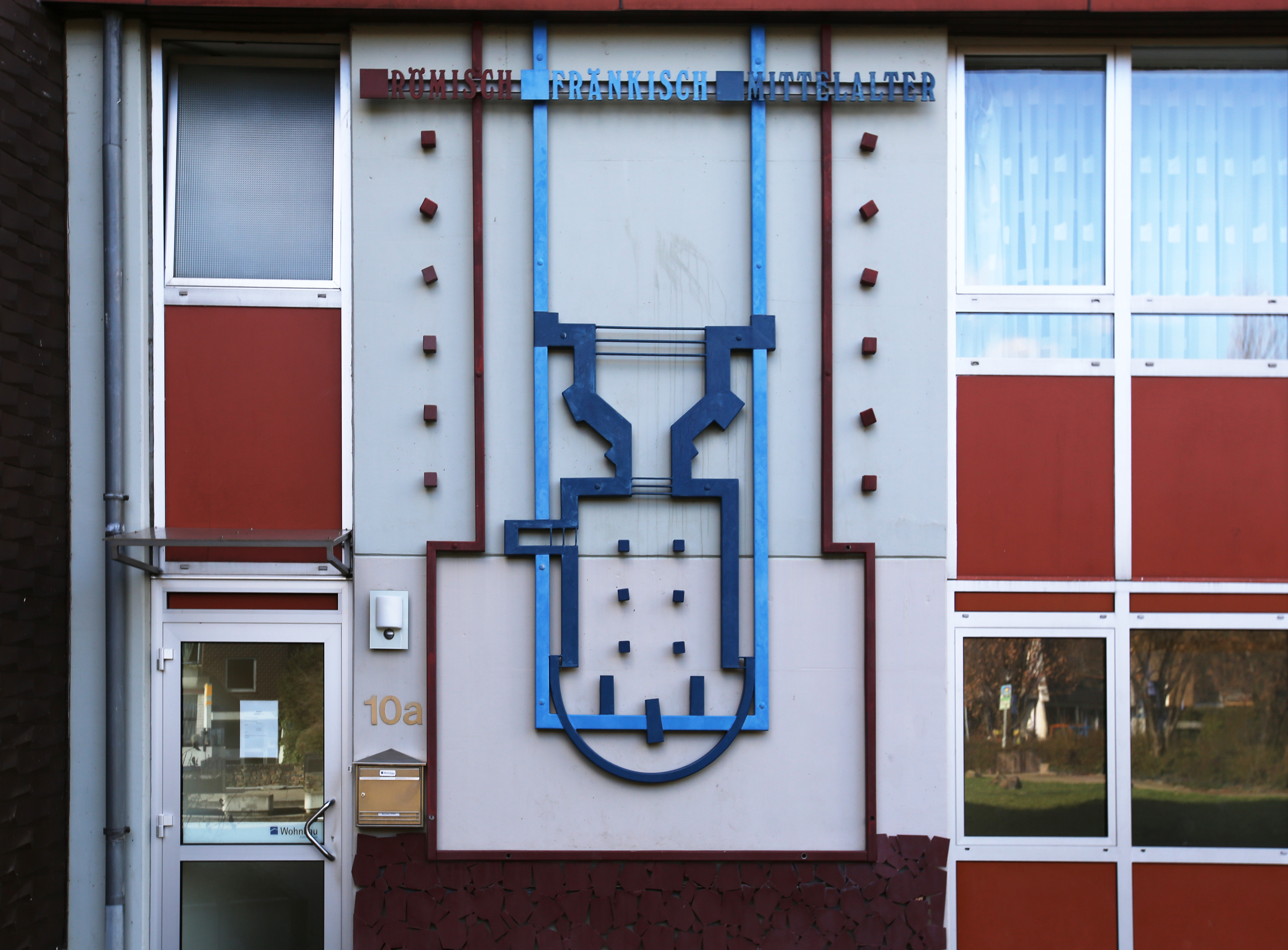
Relief der Grundrisse in drei farblich abgestuften „Zeitepochen“

Zu den frühen Geschichtsabläufen fehlen allerdings Urkunden. Ein der heutigen Wissenschaft zu verdankender Ersatz sind die archäologischen Befunde, die in den 1970er-Jahren im Umfeld der ehemaligen Dietkirche durch die Grabungskampagne „Loëkaserne“ (Rheindorfer Str., später BMF) mit den dort freigelegten Grundmauerresten festgestellt werden konnten.
Die im Boden der Grünanlage einer Neubausiedlung (Graurheindorfer Straße/Am Römerkastell/Drususstraße) festgestellten fassbaren Spuren eines wohl aus dem 6. Jahrhundert stammenden Gotteshauses werden einer sehr frühen Christengemeinde in der Region zugeschrieben. In welches Jahr die freigelegten Fundamente der Kirchbauten exakt einzuordnen sind, bleibt derzeit unbeantwortet. Die in spätrömischer, spätestens jedoch in frühfränkischer Zeit entstandene, kleine, rechteckige Steinkirche, deren erste Nachfolgerin Reste einer halbrunden Apsis hinterließ, war bis zu ihrem Ruin Kern einer wachsenden Ansiedlung.
Diese wurde zwischen 1002/21 als Kirche des hl. Petrus in Thiedenkireca bezeichnet, deren Nonnen des dortigen Klosters Kaiser Heinrich II. sein Kammergut zu Bibern (Engers, heute Neuwied) schenkte und die später, am 10. August 1021, als „de monasterio sancti Petri Thietkircha dicto in suborbio Bvnae sito, ad altare predicti Sancti Petri apostuli“ angeführt wurde. Zu dieser Zeit leitet Äbtissin Bertswindis den Konvent, in der Schenkung wurde sie als „abatissa[e] de monasterio s. Petri Thietkiricha dicto in suburbio Bvnnae sito“ bezeichnet.

## Chronologie

### Frühmittelalter
795 (wahrscheinlich aber früher) soll in der Nähe des verfallenen römischen Castrums eine christliche Kirche gestanden haben, die als „mit eigenem Grundbesitz ausgestattete Kirche“ urkundlich belegt werden konnte.

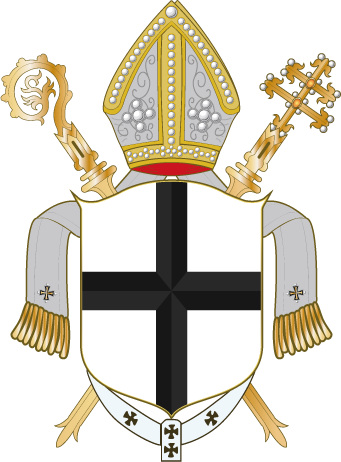
Wappen des Erzbistums Köln

Mit Gunthar, der von 850 bis 863 als erster Erzbischof des Erzbistums Köln amtierte, begannen massive Umbrüche in der bisherigen Kirchengeschichte. 866 war durch Erzbischof Gunthar die Entwicklung zur Verselbstständigung einzelner Kirchen anerkannt worden, sodass auch Stifte und Klöster Dotationen von Kirchen vergeben oder auch annehmen konnten. Danach waren und wurden auch die meisten Bonner Kirchen zu Lehen, die durch den Propst des Bonner Cassiusstiftes vergeben wurden. Lediglich St. Remigius in Bonn, die zuerst eine Eigenkirche des Erzbischofs in Köln war und die im Vorland gelegene Dietkirche hatten einen abweichenden Status. Dietkirchen ging später an das vor 1015 gegründete Benediktinerinnenkloster und spätere freiadelige Damenstift St. Petrus in Dietkirchen.

### Jahrtausendwende
In den Jahren 1000 bis 1015 soll die Gründung eines reichbegüterten Benediktinerinnenklosters in Dietkirchen bei der gleichnamigen Kirche stattgefunden haben. Die Erbauerin und erste Äbtissin war Mathilde, Tochter des Ezzo, Pfalzgraf von Lothringen. Sie war in Personalunion Äbtissin in Dietkirchen und Vilich. Dort war sie Nachfolgerin der Äbtissin Adelheid, deren Eltern Megingoz von Geldern und Gerberga ein Benediktinerinnenkloster gestiftet hatten.
Die Anzahl der Konventualinnen oder Kanonissen soll bis in die Neuzeit bei zwölf gelegen haben, wobei in der Regel selten die volle Belegstärke erreicht wurde. Zu den „Jungfern“ (Stiftsfräulein) heißt es, dass sie dem niederen Adel angehörten, deren Familien in der Umgebung Bonns ansässig waren.

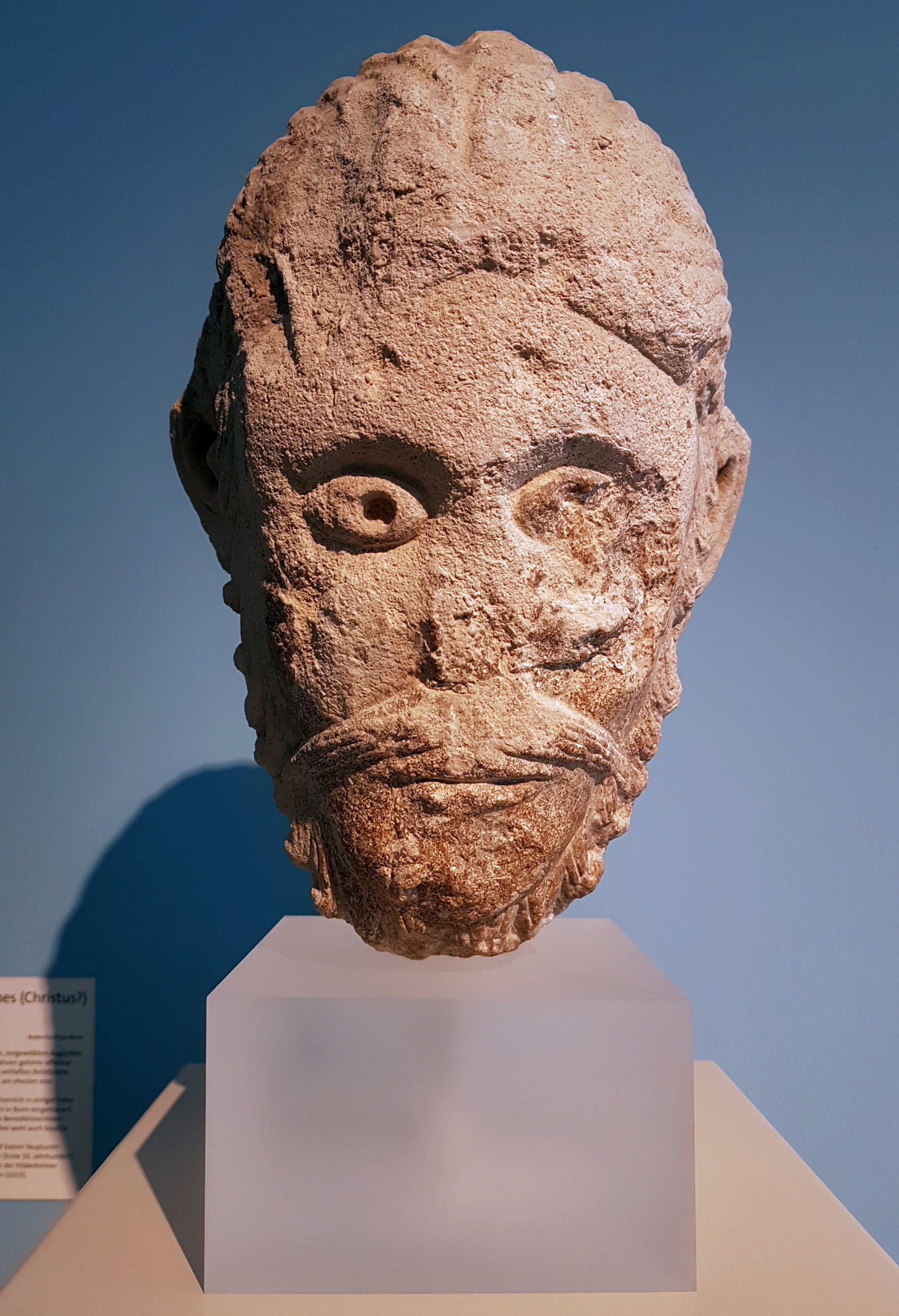
Christ. Kopf (1015), eventuell aus Fassade der Dietkirche
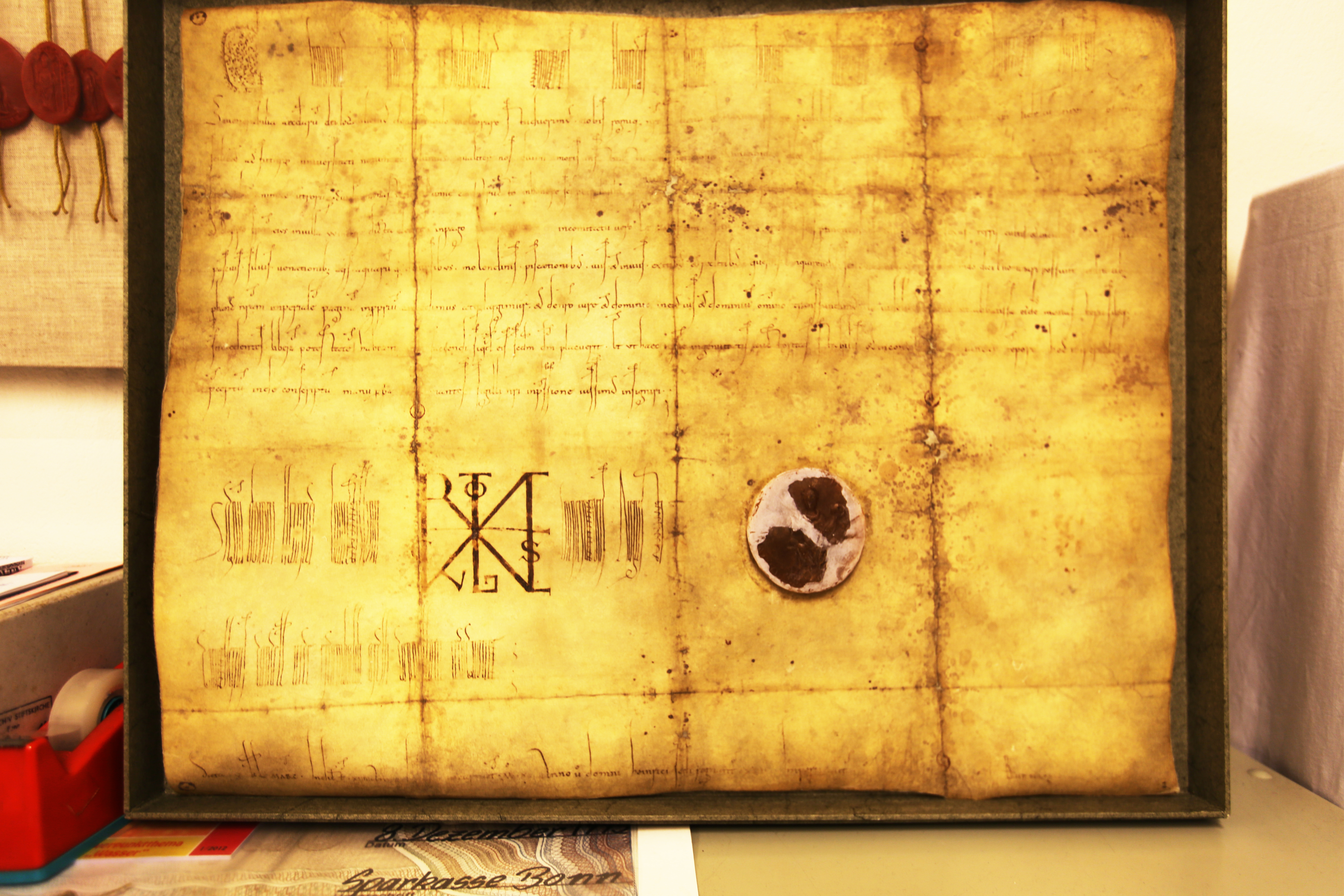
Urkunde Kaiser Heinrichs II. von 1015

Der Kopf eines in die Zeit um 1015 datierten Sandsteinreliefs soll möglicherweise Teil der Fassade der frühen gotischen Dietkirche gewesen sein. Ebenfalls dem Jahr 1015 entstammt die Erwähnung in einer Urkunde – sie ist heute die älteste zur Kirchengeschichte der Stadt Bonn – die erstmals einen Frauenkonvent bei der Dietkirche belegt, der nur wenige Jahre zuvor als Kloster der Benediktinerinnen gegründet worden war. In der Urkunde heißt es unter anderem:

„cuidam monasterio Bunne constructo, in honore Sancti Petri apostolorum principis dicato“

Diese und weitere Urkunden belegen die Anfänge des späteren Damenstiftes.

### Hoch- und Spätmittelalter

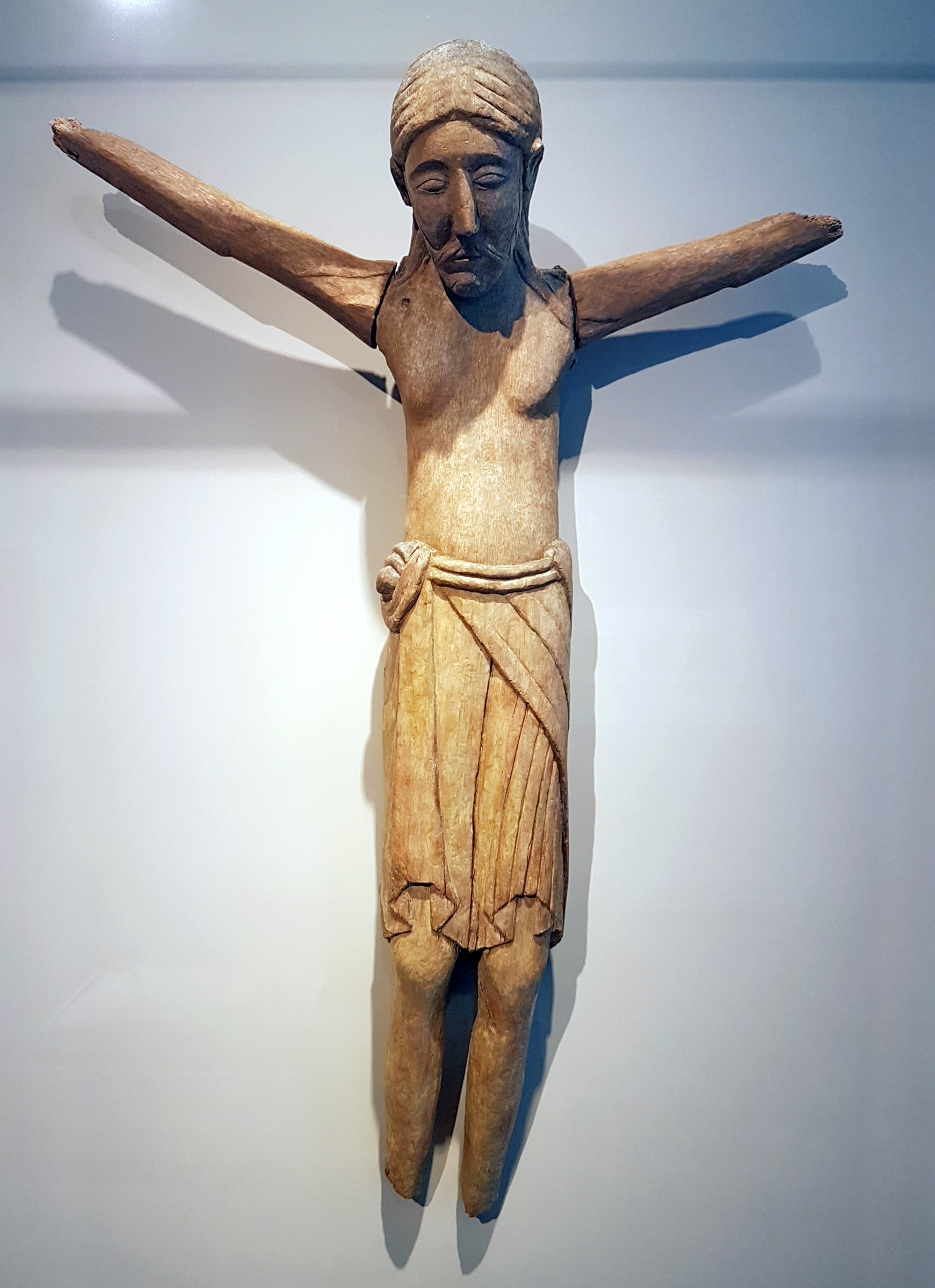
Kruzifixus der ehemaligen Dietkirche, spätes 11. Jahrhundert

Der Verfall der Ordensdisziplin in Dietkirchen führte 1166 zu einer von Erzbischof Rainald von Dassel angeordneten Klosterreform, in der er die in einer Urkunde von 1015 erstmals als Frauenkonvent bezeichnete Vereinigung erneut unter die Regel des hl. Benedikt stellte – ein Status, der offiziell, auch wenn sich das strenge Reglement über die Jahrzehnte liberalisierte, bis zur Umwandlung in ein Stift beibehalten wurde. Auch bezüglich der von der Äbtissin Ermentrude wiedererworbenen, ehemals verpfändeten Güter, verbot Reinald die Entfremdung derselben vorzunehmen.
1246 erlaubte Erzbischof Konrad in seinem Bistum, Sammlungen zur Sanierung beziehungsweise zum Wiederaufbau (reedificare) der vom Einsturz bedrohten Dietkirche durchzuführen.

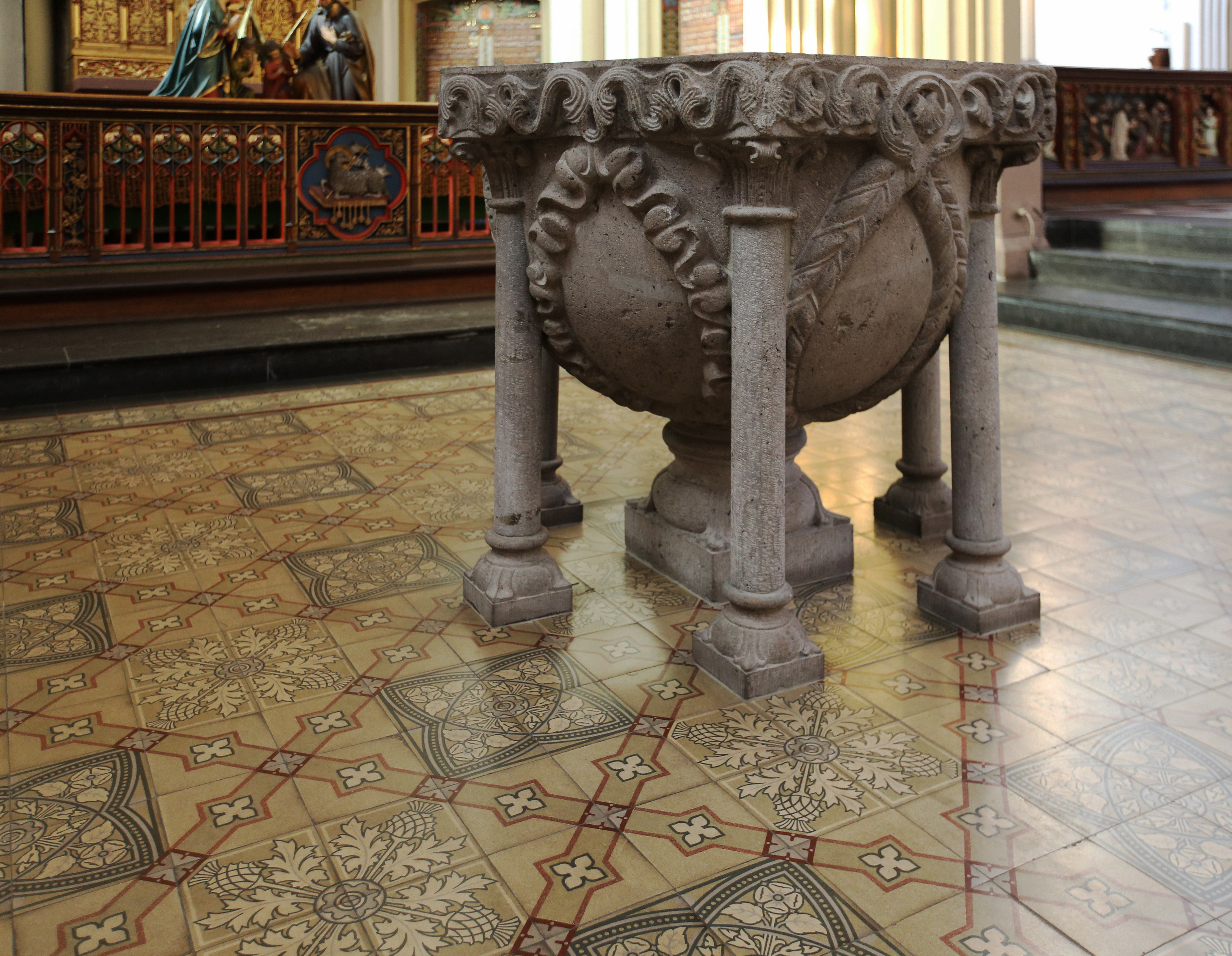
Taufbecken aus Basaltlava (um 1290)

Ein in die Zeit um 1290 datierter Taufstein aus Basaltlava wurde in seinen vermauerten Bruchstücken im Abbruchmaterial der niedergelegten späteren Barockkirche gefunden und rekonstruiert. Dieser, und die sogenannte Dietkirchenmadonna aus dem 14. Jahrhundert sind überkommene Schätze. Sie zieren die heutige, von Heinrich Wiethase entworfene, im gotischen Stil erbaute Kirche.
Wann der Taufstein, der zeitweise auch als „Volksaltar“ diente, sowie die Skulptur der Madonna mit Kind in den Besitz der Pfarrkirche gelangten, ist derzeit nicht bekannt; sie werden aber später in die Dietkirche gekommen sein, da diese selbst zum Ende des 13. Jahrhunderts (Spendenaufruf durch Erzbischof Sifrid) und ebenfalls in den Anfängen des 14. Jahrhunderts auf Spenden für einen Neubau (der um 1316/17 im Bau war) angewiesen war. Auch einer späteren Textpassage einer Einlassung von 1647 ist zu entnehmen, dass die Ausstattung des Kircheninneren recht dürftig gewesen sei.
Auch die Gebäude des Konvents blieben in der oft von Durchzügen kriegerischer Banden betroffenen Stadt nicht von Schäden verschont. So berichtet eine Urkunde von 1320, dass die Äbtissin Ponzetta zu Dietkirchen – Schwester des Erzbischofs Heinrich II. von Virneburg – noch vor 1320 ein durch Brand/Brandstiftung vernichtetes Dormitorium in Dietkirchen für ca. 1000 Mark wieder aufbauen musste. Nach den Kölner erzbischöflichen Regesten soll 1317 eine Krypta der Kirche existiert haben, die als ältester Teil des Bauwerks bezeichnet wurde.

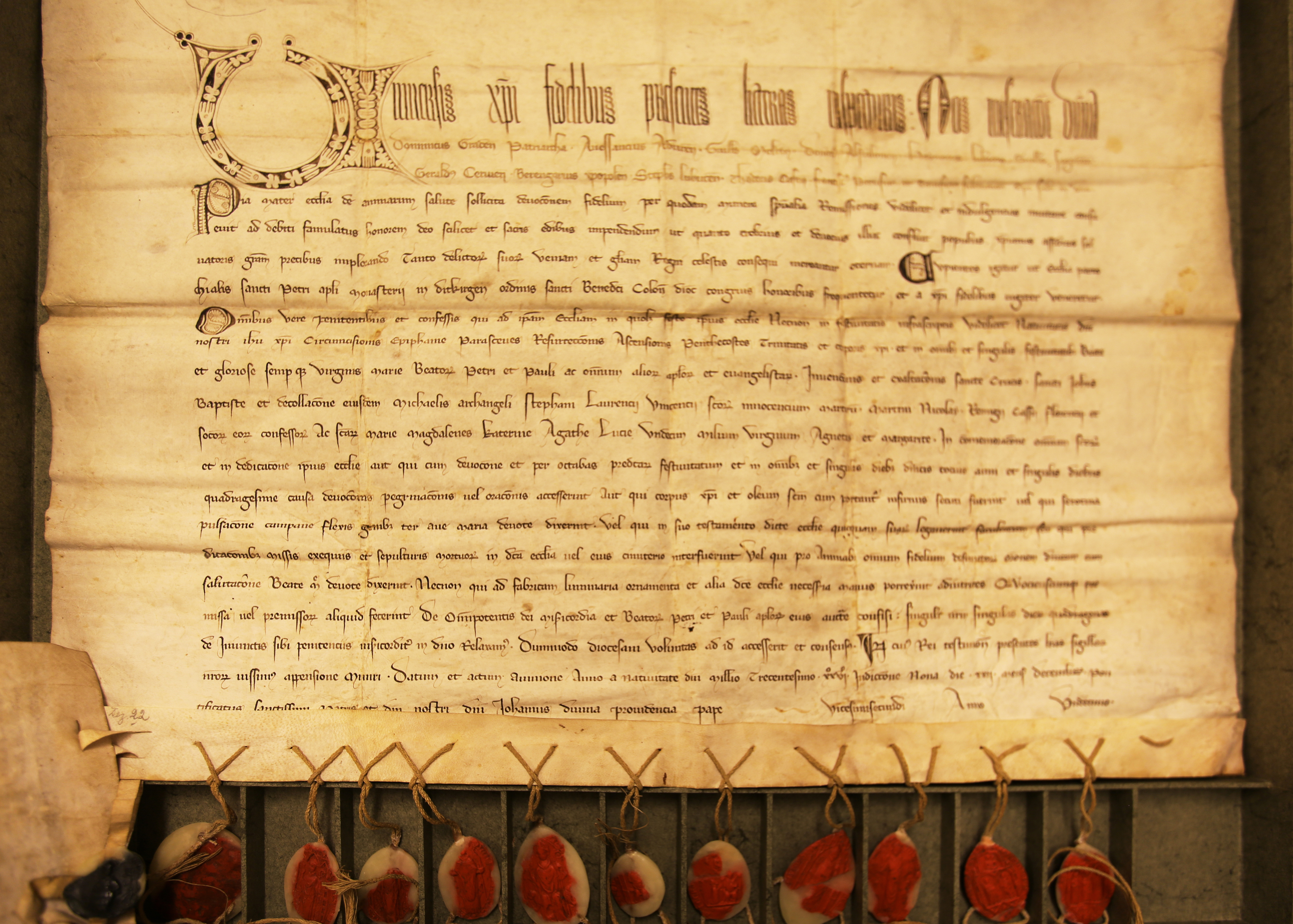
Dietkirchen Ablass von 1326

Ein Transfix von 1327 besagte, dass im Dezember 1326 Dominicus Patriarch von Grado (1318–1332) und elf Bischöfe in Avignon für andächtigen Besuch der Pfarrkirche zum heiligen Petrus in Dietkirchen an bestimmten Tagen sowie für Beisteuer zur Baukasse, Beleuchtung, Zierrat oder zu den sonstigen Erfordernissen der Kirche einen Ablass von 40 Tagen verliehen.
Die Verleihung des 40-tägigen Ablassrechtes scheint erfolgreich verlaufen zu sein, denn nur drei Jahre später, im Jahr 1330 hieß es in einer Eintragung: Herstellung der Stiftsgebäude. Ebenfalls für dieses Jahr wurde ein Haus auf dem an das Stift angrenzenden Markt erwähnt.

### Besitzungen des Stifts
Die Besitzungen waren vielfältiger Art und beruhten anfänglich auf Stiftungen oder Vermächtnissen. Mit zunehmendem Wohlstand des Konvents fanden auch Zukäufe statt. Neben den erhaltenen Privilegien wie Lehen, Zehnt, Marktrecht und Zinserträge, bildete sich Kapital durch bauliche Anlagen in Dörfern und Städten des Umlandes. Ein weiteres Beispiel waren Immobilien. Man besaß in den „Großstädten“ Bonn und Köln einen Stadthof, Wohnhäuser und gewerbliche Anlagen wie Brauhäuser und Mühlen (z. B. die Stiftsmühle Steinbrück, die zum Flecken Mülheim gehörte). Der Flecken Mülheim wurde im Rahmen des Ausbaus der vorhandenen Festungswerke vor dem „Mülheimer dürlein“ abgerissen, wobei nicht nur die Stiftsmühle, auch „junffern moelen zo Dietkirchen“ genannt, sondern auch 146 Morgen Wiesen und Weingärten verloren gingen. Nach der Zerstörung der Mühle gehörte Dietkirchen zum Dransdorfer Mühlenzwang. Weiter betrieb man intensiv Weinanbau und Verarbeitung (Kelterhäuser), dessen Erträge wesentlich zum Wohlstand beitrugen.
In den damals noch dünn besiedelten Gebieten war die Forstwirtschaft (Eichholz) einer der ersten Erwerbszweige, die in Form des begehrten Holzmaterials, aber auch nach Rodung von Waldgebieten durch den Rottzehnten (s. Urfeld) Gewinne abwarfen. Ein weiterer Erwerbszweig war die Schaf- und Fischzucht, die Dietkirchen in Walberberg (Hof Krawinkel) und Sechtem (Stiftshof) betrieb. Zu diesen Varianten gesellten sich zumeist zehntpflichtige Gutshöfe mit ihren Ländereien, die häufig (aber nicht nur) in der Vorgebirgsregion gelegen waren und von Halfen bewirtschaftet wurden. Dazu zählten das schon erwähnte Königswinter, Dottendorf, Friesdorf und Gielsdorf.
Seit einer Schenkung im Jahr 1050 in Winetre jedoch befanden sich solche vornehmlich im Norden von Bonn. Dazu gehörte Besitz in Urfeld, Sechtem, Walberberg (1163 wurde der Stiftshof Krawinkel unter den Gütern des Stiftes Dietkirchen genannt), Waldorf, Widdig, Roisdorf und Buschhoven.
Weitere Ländereien und Höfe lagen in Liblar und Spurk, in Köttingen der Wedemhof und vier weitere Höfe, ein Hof in Blessem, zwei Höfe in Roggendorf, heute Kierdorf (Erftstadt) (1113 als „Rouchesdorp“ in Urkunde des Klosters Dietkirchen genannt), Höfe in Brüggen und die Stiftsmühle in Brüggen gehörten zum Besitz, ferner größere Waldparzellen in Türnich und Köttingen, die als „Lehen“ bezeichnet wurden. Die Inhaber der Höfe und Waldparzellen waren zur Kurmede verpflichtet. Sie erschienen als Hofgeschworene beim Hofgericht auf dem Fronhof, wo unter Vorsitz des Stiftskellners über fällige Abgaben, Neuvergabe von Höfen, Kurmeden und Erbteilungen verhandelt wurde. Das Stift besaß Zehntrechte im Kirchspiel Liblar (Liblar, Spurk und Köttingen) und Forstrechte.
Neben den von den Benediktinerinnen übernommenen umfangreichen Besitzungen mehrten die Stiftsdamen des Kanonissenstifts Dietkirchen ihre Besitztümer. Nach und nach besaßen sie Liegenschaften auf beiden Rheinseiten.

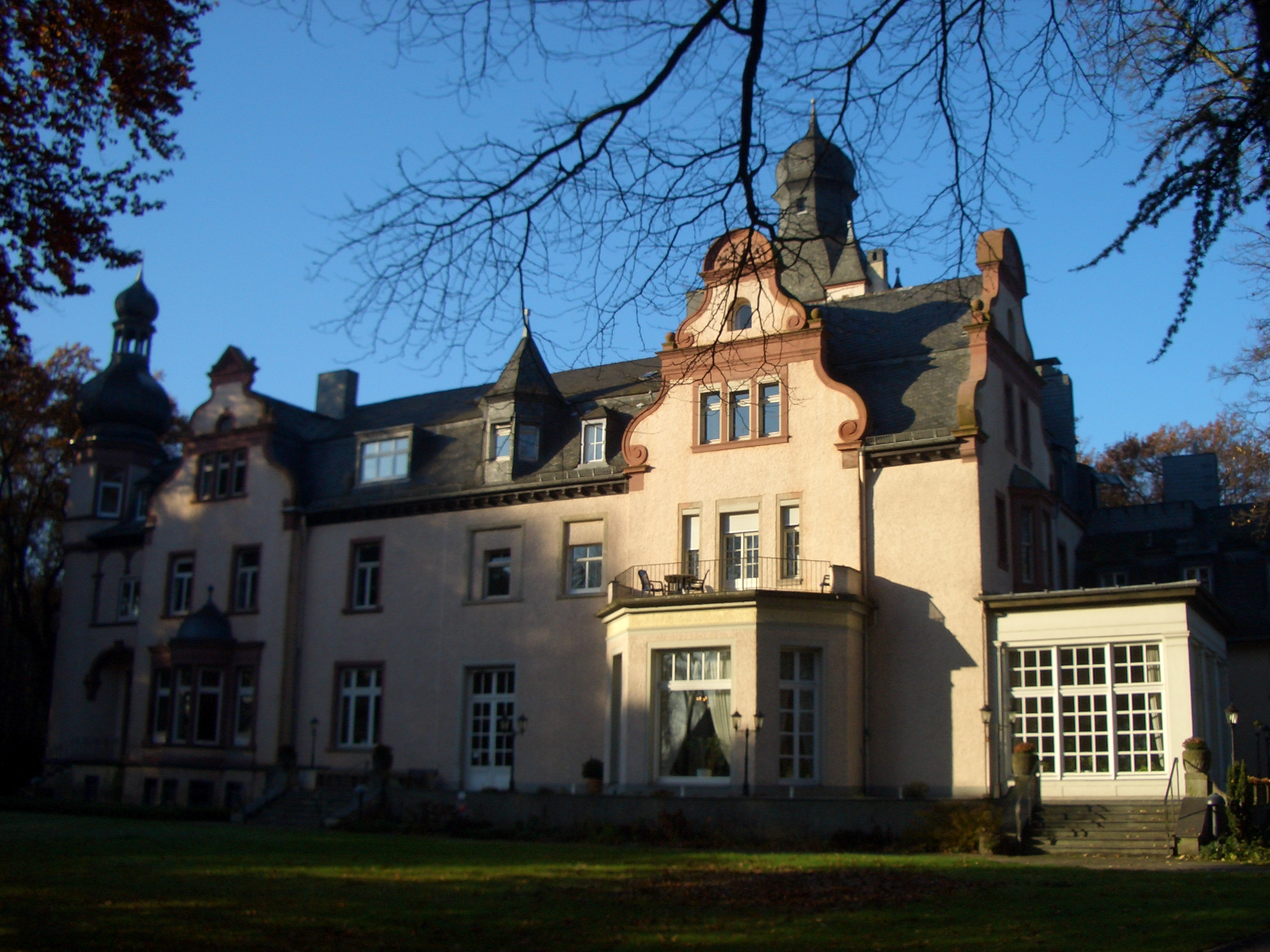
Heutiges Schloss Eichholz, Parkseite
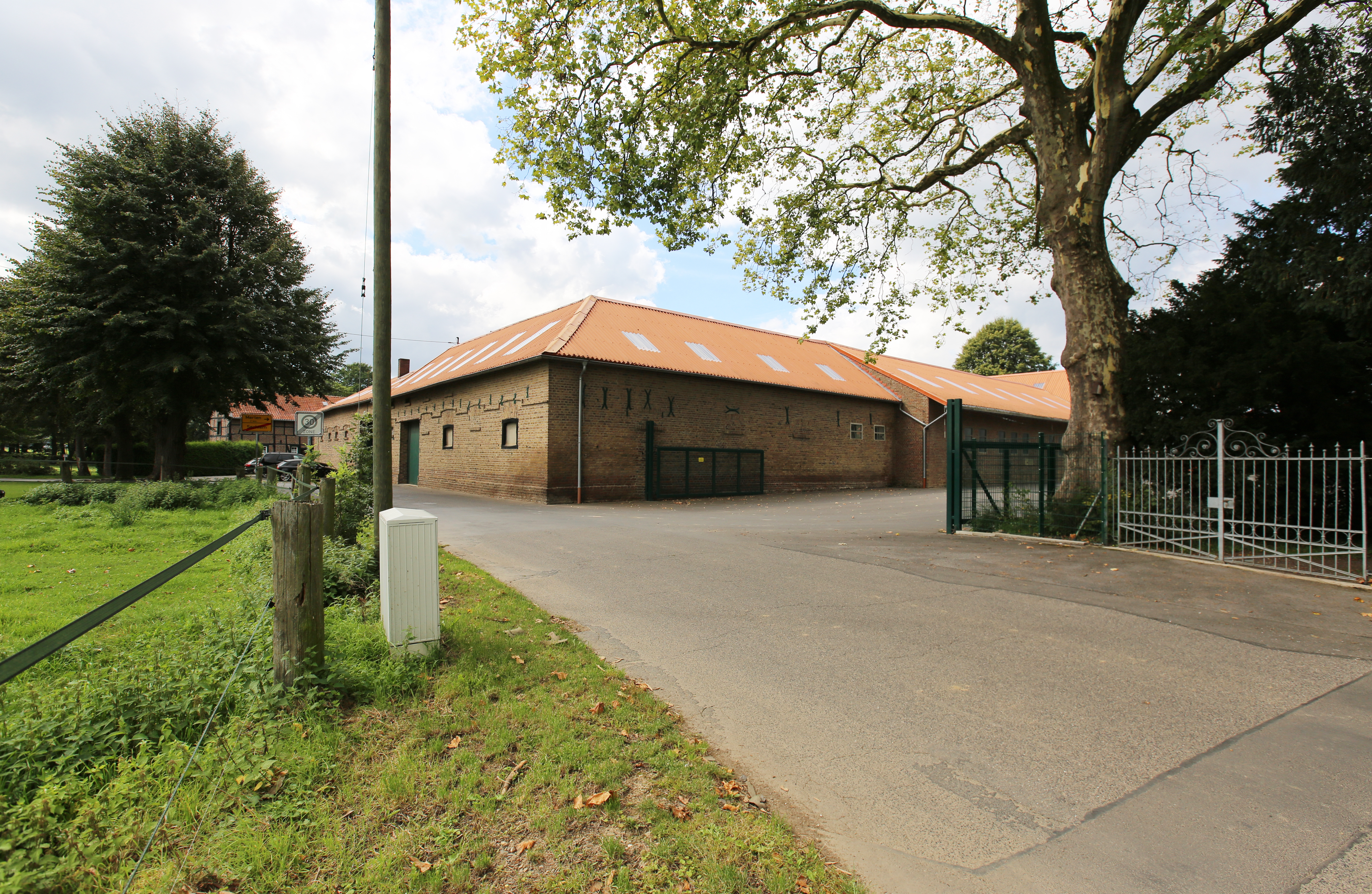
Ophof, ehemaliger Stiftshof Sechtem
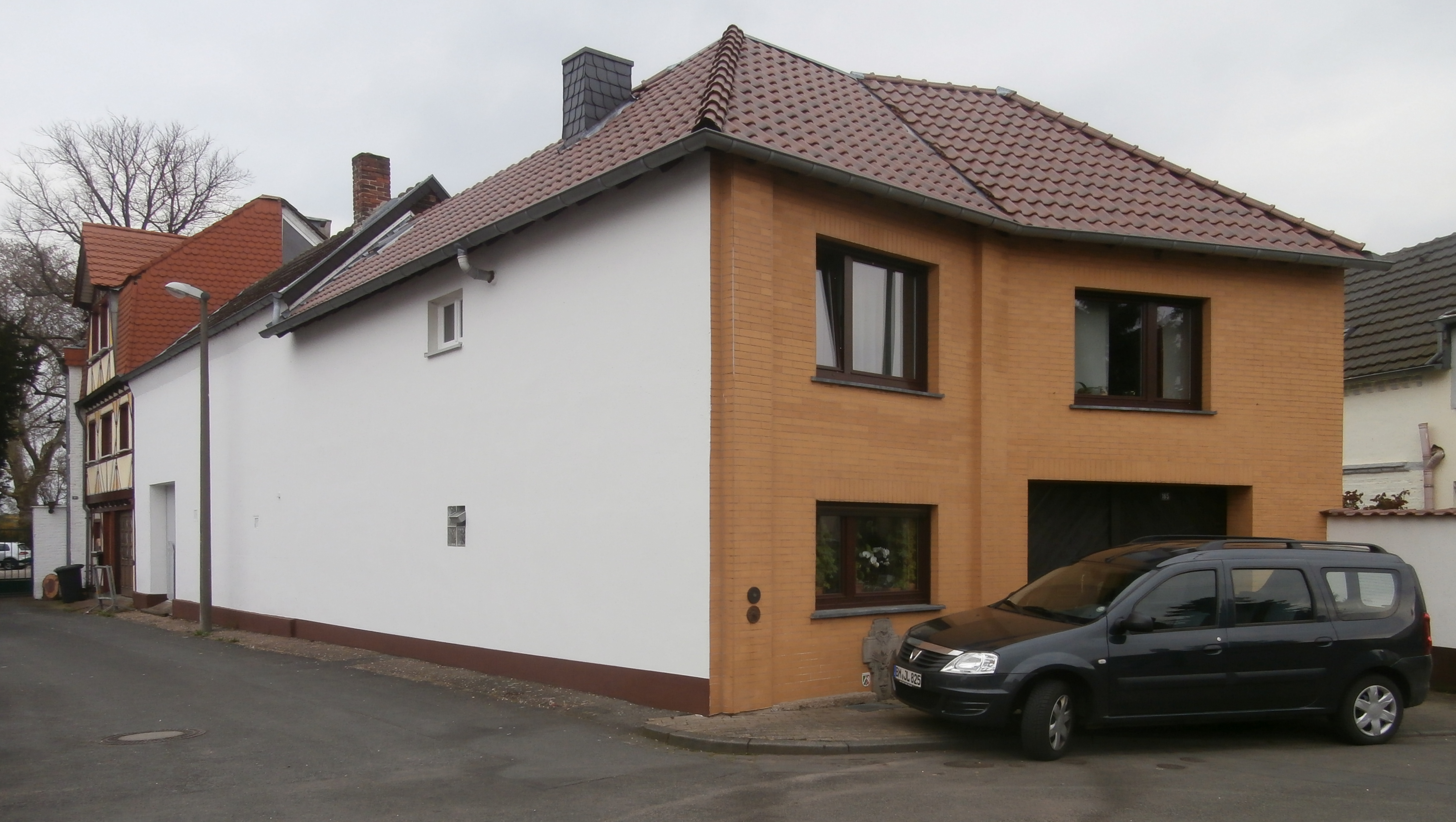
Herrenhaus des ehemaligen Fronhofs Urfeld
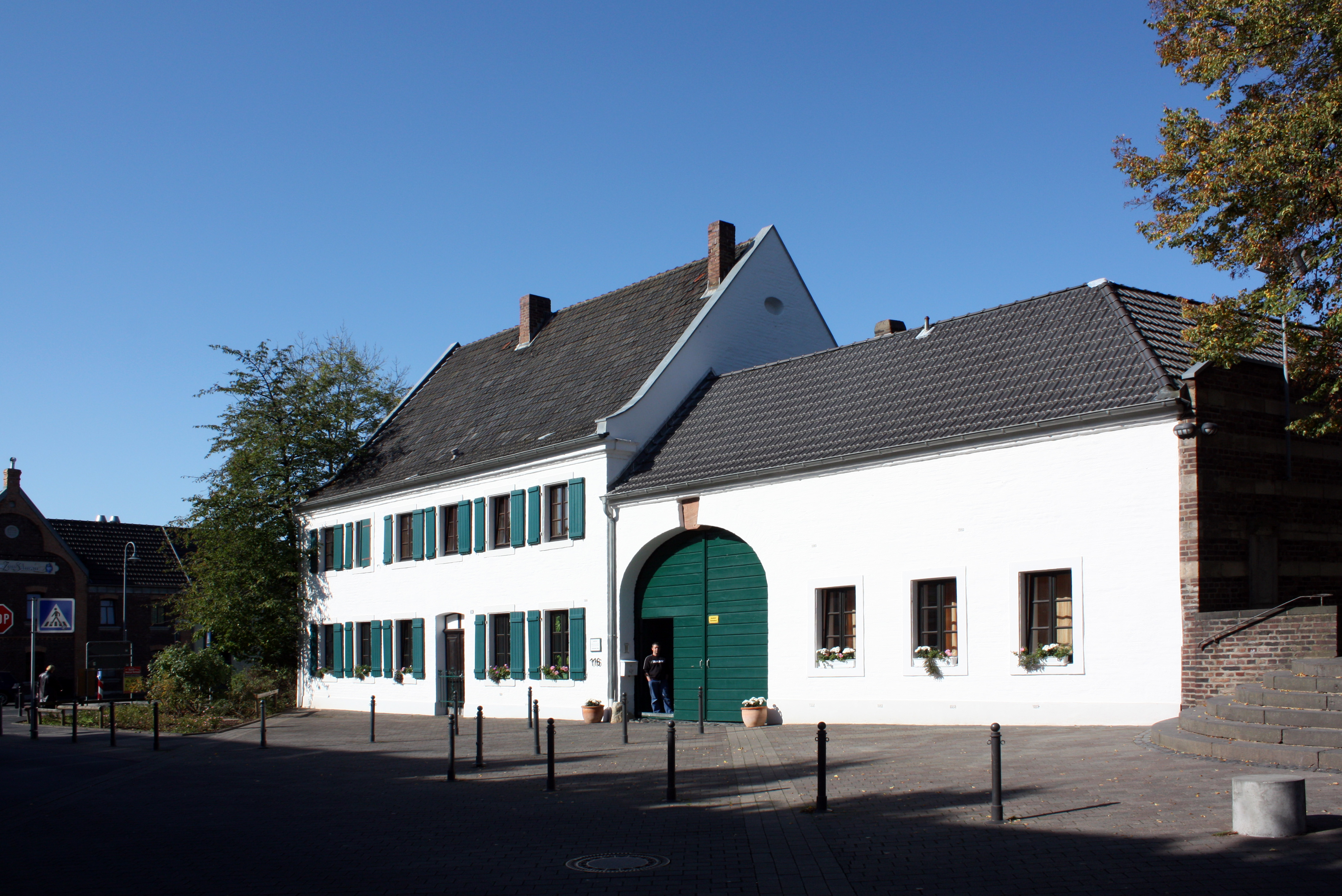
Ehem. Fronhof des Stiftes in Liblar

#### Gütertrennung und Stiftsgemeinschaft
Zur besseren Absicherung des Lebensunterhalts der Konventualinnen nahm Erzbischof Walram 1341 eine Gütertrennung zwischen Äbtissin und Konvent vor.
Anlass der Maßnahme, die Walram zur materiellen Teilung von Besitz und Einkünften zwischen dem Konvent und der Leitung des Klosters anordnete, soll die zu dieser Zeit enorm angewachsene Verschuldung des Klosters unter der Äbtissin Sofia gewesen sein.
Der Äbtissin sprach er die Klosterhöfe in Urfeld, Eichholz und Widdig zu, lediglich die größere der Scheunen in Eichholz nahm er davon aus. Diese fiel an den Konvent, der sie nach Sechtem verlagerte, um sie dort als Zehntscheune zu nutzen. Die Klosterhöfe in Antweiler, Satzfey, Buschhoven, Liblar und Krawinkel durften von der Äbtissin verpachtet werden, deren Erträge wurden nun jedoch gesplittet. So erhielt die Äbtissin einen Anteil von 2/5, der Konvent 3/5. Weiter behielt die Äbtissin die Herrschaft über die vom Kloster abhängigen Vasallen, Lehnsleute, Wachszinsige und Lehen mit Gerichtsbarkeit, Kurmeden und Einkünften, ausgenommen die Kurmeden der Höfe Waldorf und Roisdorf.

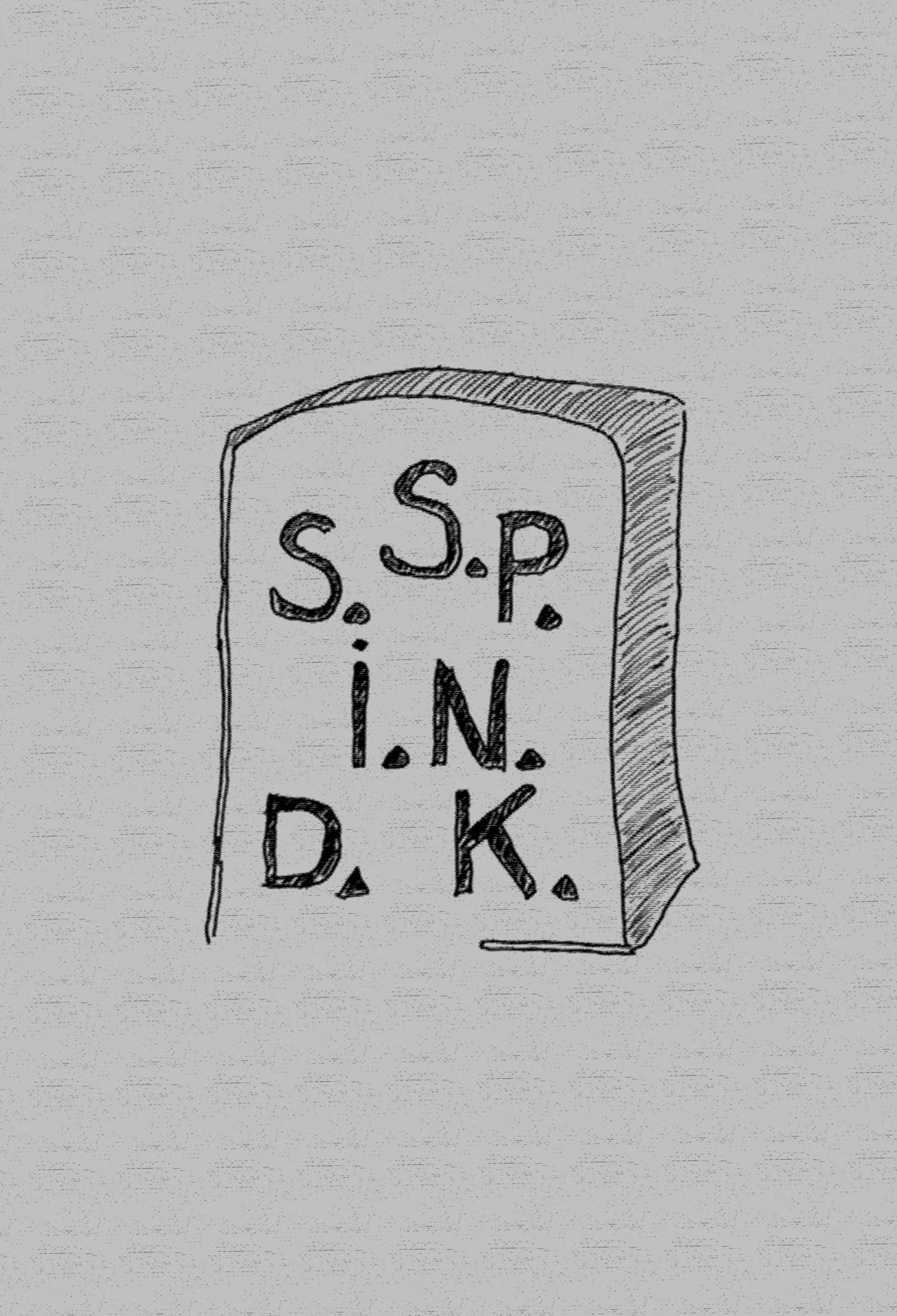
Ehem. Dietkirchener Grenzstein (Roisdorf)

Wie auch bei anderen Stiften, Abteien, den Besitzungen des Adels oder auch externen Liegenschaften der Städte und Landkommunen, markierte Dietkirchen seine Ländereien und Forsten in der Feldmark durch Bann-/Grenzsteine. Aus der Bornheimer Gemarkung des heutigen Stadtteiles Roisdorf barg man in der Flur des Dietkirchener Hofes auf dem sogenannten „Donnerstein“ einen derartigen Stein. Er trug die Buchstaben „S S P IN D K“ = Stift Sankt Petrus in Dietkirchen.
Die Äbtissin erhielt die Klosterfischerei im Rhein bei Urfeld, zwei Holzgewalten in Morenhofen und drei Morgen Wiesen.
Die Präbende, die sie in Dietkirchen hatte, musste sie aus ihren Höfen empfangen. Sie erhielt ihren Anteil an den täglichen Präsenzgeldern, wenn sie in Dietkirchen war.
Auch das Äbtissinnenhaus in Dietkirchen verblieb der jeweiligen Vorsteherin, ausgenommen zwei Kelterhäuschen, einen Weinkeller und den Söller des Konvents, von dem jedoch ein Teil der Äbtissin vorbehalten blieb. Sie durfte zudem einen Pferdestall an der Klosterpforte in Dietkirchen bauen lassen, wozu der Konvent beizusteuern hatte.
Die Äbtissin behielt das Klosterregiment in gleichem Maße wie ihre Vorgängerinnen, jedoch blieb sie von der Verwaltung des Vermögens ausgeschlossen. Dies war fortan Sache des Konvents und eventuell angestellter Kanoniker.

#### Diverse Stiftsanlagen hinter der Klostermauer
Aus den Jahren 1425/39 stammen Berichte zu einem Torbau (portzen huys), einer Küche und einer Pisterei (Bäckerei) etc. Auch erwähnen mehrere Rechnungen dieser Zeitspanne einen Turm, der über ein Geläut von vier Glocken und seit 1438 über ein Horologion verfügte. In diese Zeit fällt auch ein 1427 erwähnter Pütz (Brunnen), der im Pesch (Garten des Kreuzgangs) gestanden haben soll und eventuell der Johannisbrunnen nachrömischer Zeit gewesen ist, der 1880 unter dem Südteil der ehemaligen Kaserne wiederentdeckt wurde.

### Johannismarkt Dietkirchen

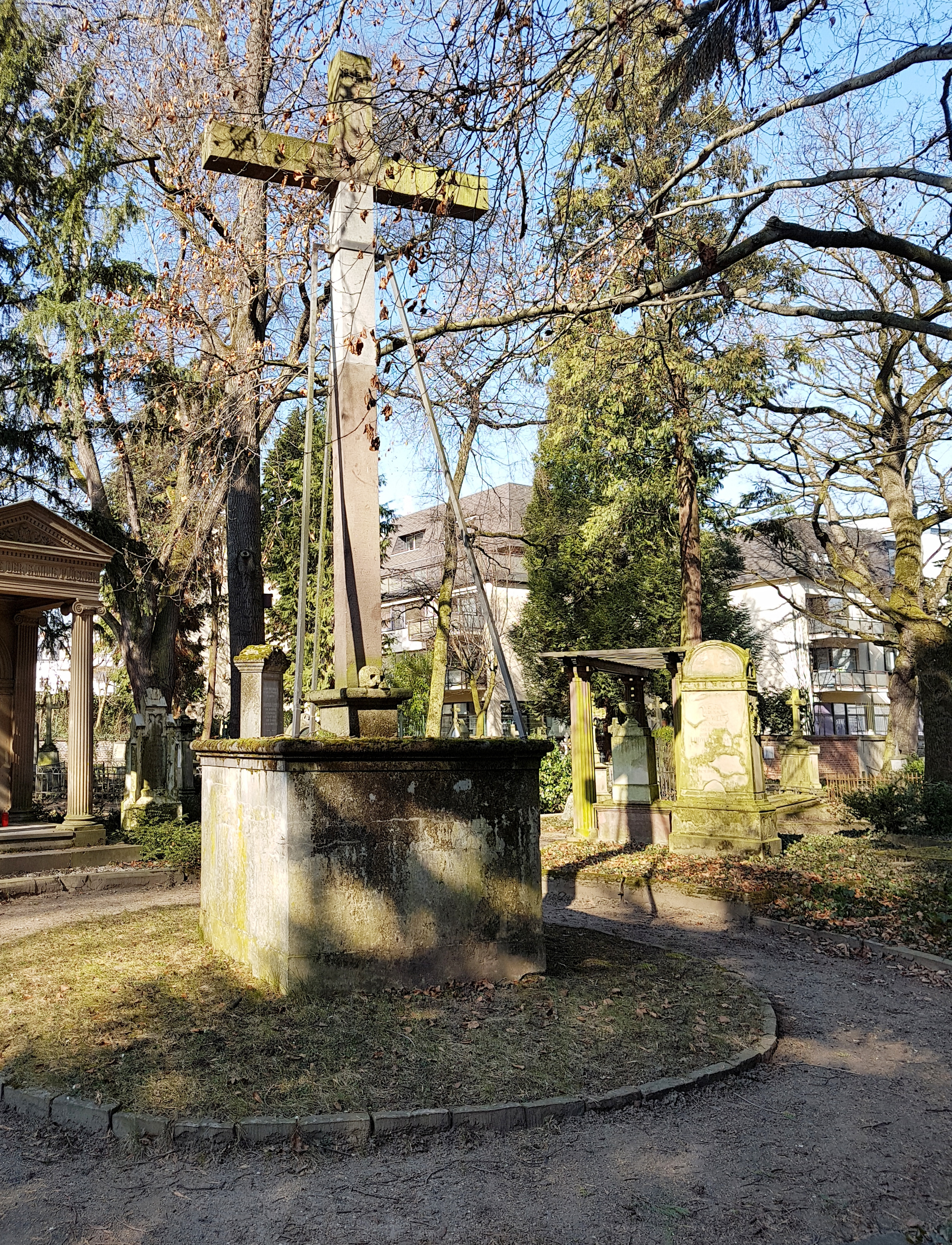
Johanniskreuz, ehemaliges Marktkreuz Dietkirchen

Bereits 1150 wurde ein „forum“ (Markt) vor Dietkirchen erwähnt, dazu wurde namentlich ein „Heidericus de Foro“ genannt.
Am 2. Juli 1349 bestätigte Kaiser Karl IV. dem Marktdorf Dietkirchen in einer Urkunde ein schon zuvor erhaltenes Privileg, nach dem alljährlich ein Markt zu Dietkirchen veranstaltet werden durfte. Kirche und Stiftsgebäude lagen nahe und die Marktfläche direkt an der Kölner Landstraße, unweit des Kölner Tores in einer rückwärtig von Weingärten bestandenen Flur. Die Marktfläche verfügte – ausweislich der Zeichnung Merians von 1642 – über zwei Schwemmen (Viehtränken) und die Platzmitte zierte ein hohes Marktkreuz aus Stein, nach Patronat von Kirche und Konvent Johanniskreuz genannt.
Auch die Zeit des abzuhaltenden Jahrmarktes war festgelegt. Er begann alljährlich zur Vigil des Patronatsheiligen Johannes des Täufers am 23. Juni und währte bis zum Festtag der Heiligen Peter und Paul am 29. Juni.
Von alters her nahm das Kapitel bzw. der Konvent (nicht die Äbtissin) während des Marktes sein Recht auf den steuerfreien Weinzapf wahr, indem es bzw. er durch die Knechte die eigenen Weine veräußern ließ.
Der Jahrmarkt – und auch sein Johanniskreuz – wurden erst zur französischen Zeit auf den Münsterplatz verlegt. Das Kreuz befindet sich etwa seit 1850 auf dem Alten Friedhof Bonn. An das Dietkirchener Kreuz erinnert auch die zwischen Rosental und Kölnstraße verlaufende Straße „Am Johanneskreuz“.
Der Markt lag an einer von altersher als Handelsstraße dienenden Landstraße. Man nannte sie 1393 „up der Collerstrayssen“, 1516 „up der Collerstrayss“ und im Raum Buschhoven „up der bunnerstraiss“, 1603 „an der hohe langs die Colnische straiß“ oder „die ordinary von Colln gehn Mentz (Mainz) gehende freie Kayserliche Landstraßen“. 1658 war es die „Cölnische Landstraßen“, die 1738 als Heerstraße zwischen Bonn und Köln bezeichnet wurde.

### Begräbnisstätte Tyeten Kirchhove
Auf dem 1369 erwähnten Land „am Tyeten Kirchhove up dem Crüytzvelde“ soll möglicherweise ein erster der zwei Friedhöfe des Konventes angelegt worden sein. Es war eingeteiltes Areal, wobei eine Hälfte für die letzte Ruhe der Konventualinnen bestimmt war – Äbtissin Ponzetta wurde in der Barbarakapelle der Münsterkirche beigesetzt – und der weitere Teil war die Begräbnisstätte der Pfarrangehörigen.

### Übergangszeit zur Stiftsverfassung

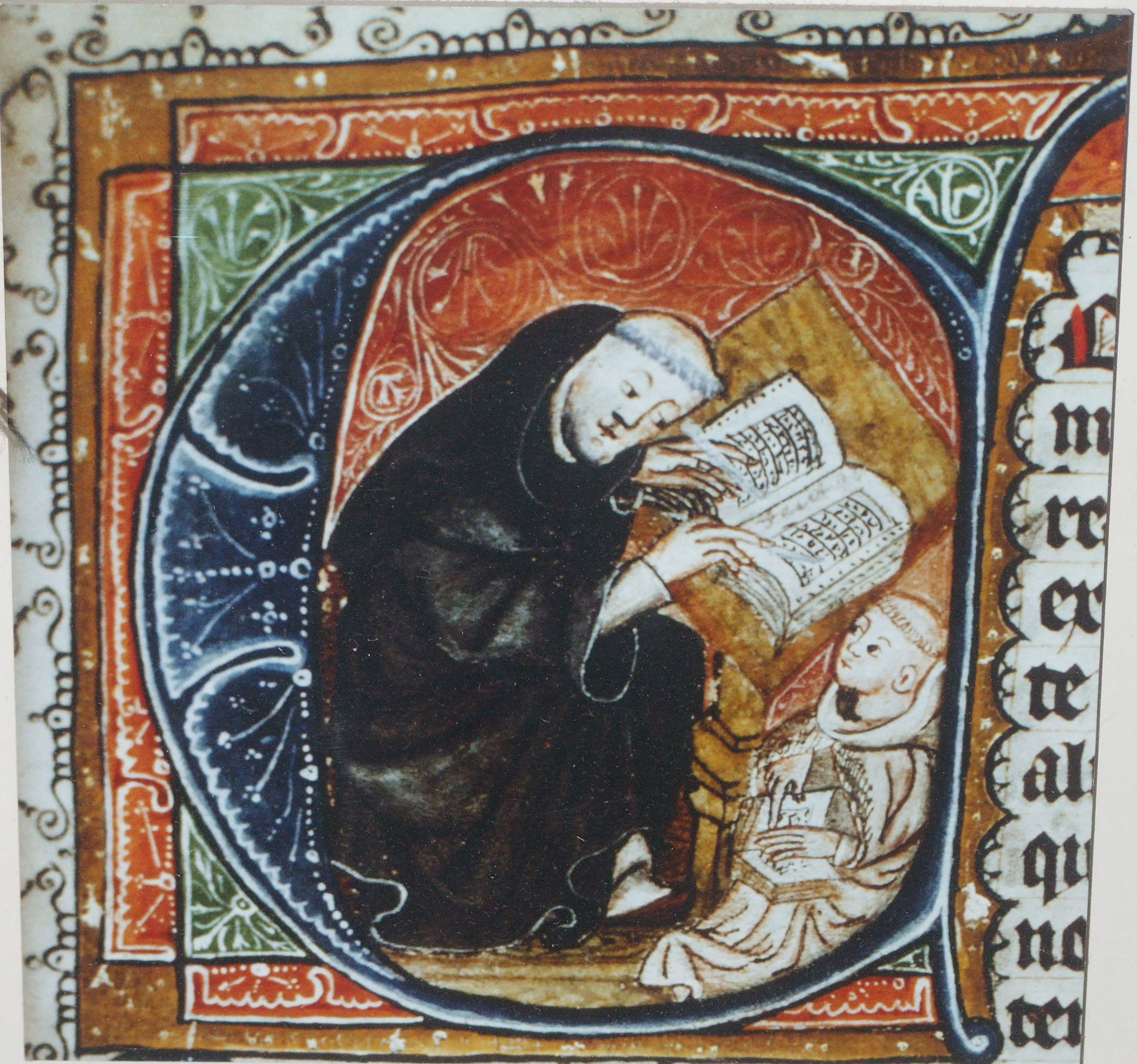
Cäsarius zu Füßen des heiligen Benedikt, Handschrift C 27 der Universitäts- und Landesbibliothek Düsseldorf

Die schon früh einsetzenden Vernachlässigungen der Klosterregeln, die im 12. Jahrhundert begonnen hatten und andauerten, fanden sowohl Nachahmer als auch Kritiker. So beklagte 1230 und 1240 der Mönch und Chronist Caesarius von Heisterbach die Missstände in den Klöstern der Region. Jedoch wurden über die Jahre hinweg diese Regeln immer liberaler gehandhabt und waren im 14. Jahrhundert mit der Teilungsurkunde von 1341 de facto aufgegeben. Zwar war Dietkirchen formal ein Kloster, fungierte aber als Stift, dessen Kanonissen (canonice religionis) eigene Einkünfte besaßen.
Noch vor Ende des 15. Jahrhunderts war die Erlaubnis zur Anwendung der liberaleren Stiftsverfassung gegeben worden, jedoch erst im Jahr 1483 wandelte Papst Sixtus IV. Kloster Dietkirchen in ein freies weltliches Damenstift um, in dem den Kanonissen gestattet war, ohne Gelübde, Habit und Klausur unter einer Äbtissin zu leben.
Die Jahre 1485 bis 1492 sind die Amtsjahre des Plebanus Petrus Becker, der nach dem Studium der Theologie an der Universität zu Köln Pfarrer in Dietkirchen wurde. Da zwischen 1485 und 1489 ein Petrus Michaelis aus Bonn belegt ist, wird angenommen, dass dieser mit dem Verstorbenen identisch sein dürfte, dessen Grabplatte am Standort der mittelalterlichen Kirche gefunden wurde. Dieser hatte sich 1478 an der Kölner Universität immatrikuliert und wurde 1485 zum Priester geweiht.

### Stift und Kirche in der Neuzeit
Aus diversen Urkunden (zumeist Lehnsverträge), deren Inhalte indirekt im Zusammenhang mit dem Stift standen, ging hervor, dass in den Jahren 1506/1509 Mettel von Hanxleben als Äbtissin des Stiftes waltete. Für das Jahr 1552 ist Margarethe Wolff belegt.

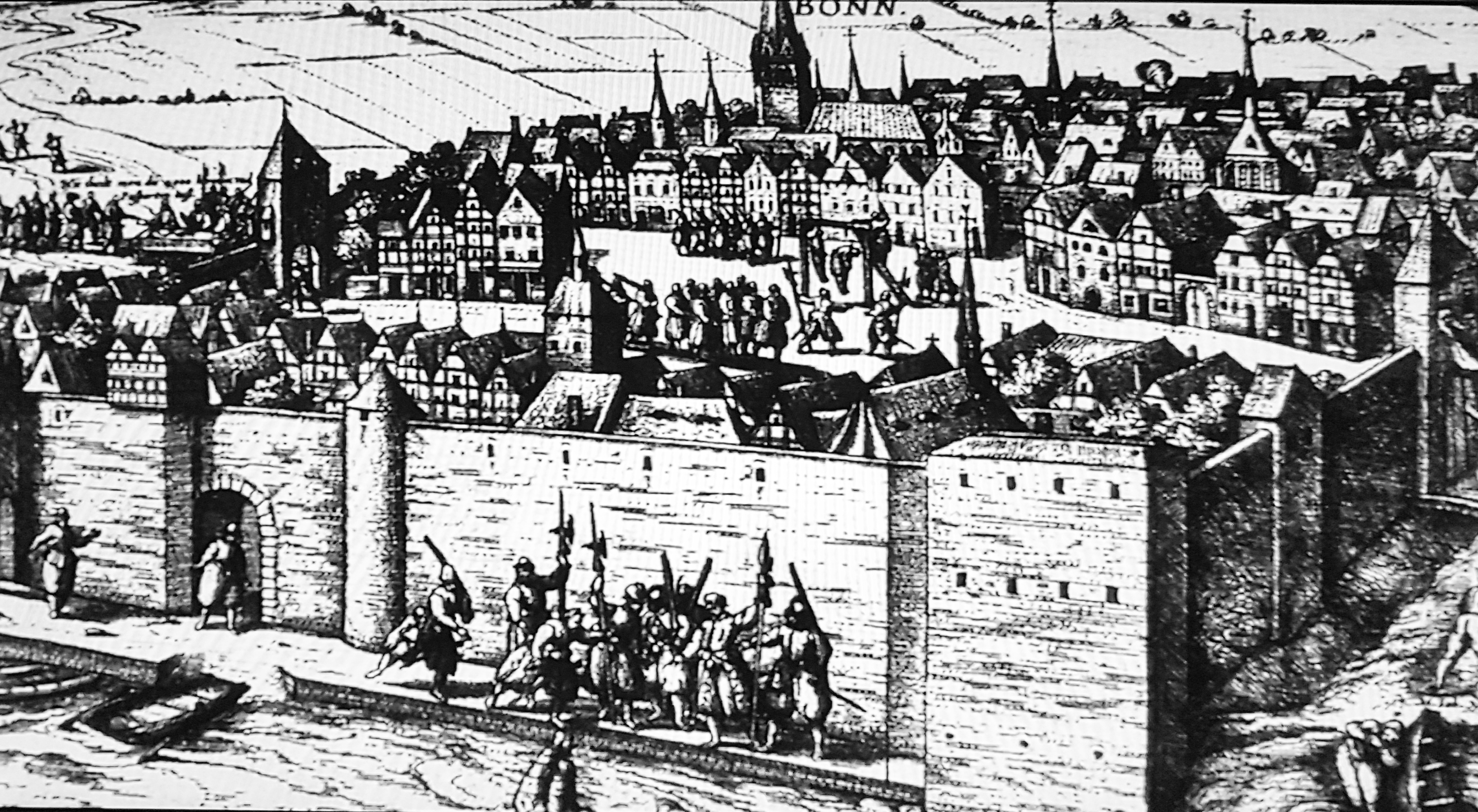
1584, Detail im Kölner Krieg, Ertränken zweier Prediger im Rhein

Noch 1583 (100 Jahre nach der Umwandlung zum Stift) erwähnen die Urkunden einen Schlafsaal, der gemäß der Benediktinerregel Dormiter genannt wurde, sowie eine Preiskammer (?) der Kirche fand Erwähnung. Im gleichen Jahr meldet ein Akteneintrag „Kirche und Kloster in Dietkirchen ausgeplündert und teilweise zerstört“.
1615 scheinen die Schäden behoben worden zu sein, denn es heißt „nach den Statuten wurde der Gottesdienst wieder vollständig gehalten“.

### Altäre und Kanonikate
Den Statuten zufolge befanden sich nach der Gottesdienstordnung von 1330, jedoch bis 1615 in der Anzahl variierend, zwischen neun und 12 Altäre, die diversen Kanonikaten zugeteilt waren. Sie waren der St.-Peter-Altar (1021 Hauptaltar, 1615 Hochaltar), 1241 und 1290 Altar St. Johann Baptist (in der Krypta) und 1615 heißt es Vic. S. Johannis, 1330 und 1576 St. Andreas in der Krypta. 1615 heißt es Vicarius des Andreas und Kreuzaltares. 1427 werden die Altäre S. Antonii und St. Benedictus genannt. Zum letzteren heißt es 1615, er sei dem Altar BMV inkorporiert worden. Für 1330 wurde ein St.-Cassius-Altar erwähnt, an dem der Provisor prebende animarum (Seelmessenpriester) zelebrierte. Ebenfalls 1330 stiftete Daniel von Elkerode (möglicherweise im Zusammenhang mit Elkenroth) einen der S. Catharina geweihten Altar der Dietkirchener Krypta und ging 1615 an eine Vikarie. 1370 befand sich im Jungfernchor der Liebfrauenaltar. Seinen Unterhalt gewann er durch die ½ Rente eines Hauses auf dem Johannismarkt und 1371 durch die Erbpacht von einem Haus an der Wenster(l)pforte zwischen Kölner Pforte und neuer Thurm. Für das Jahr 1290 – die Zeit aus der der erhaltene Taufstein stammt – erwähnt eine Urkunde des Pfarrarchivs der Stiftskirche den „Altar St. Michaelis monasterii in Dytkirck“. In der Aufzählung folgen der Altar St. Nikolaus (1615), St. Stephan (1330, 1615 mit zwei anderen vereinigt), St. Trinitatis (1330, 1615 mit zwei anderen vereinigt) und der Altar St. Welricus in der Balderichskapelle.

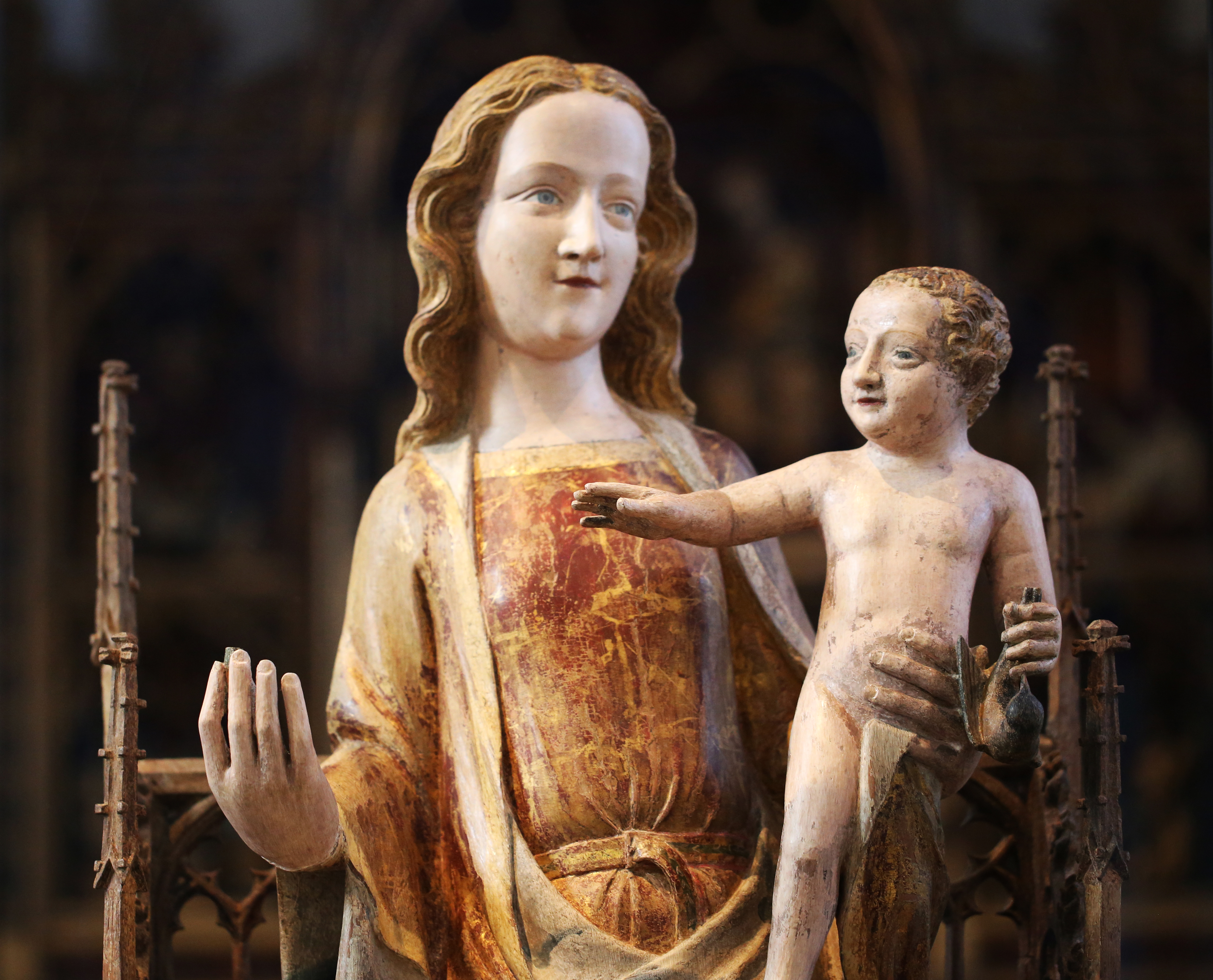
Dietkirchen-Madonna, Kölner Meister. 1. Hälfte 14. Jahrhundert

Aufgrund der drohenden Gefahr bevorstehender Angriffe auf Bonn unternahm das Militär der dortigen Garnison vielfältige Vorkehrungen, dieser Bedrohung zu begegnen und verwandelte das Dietkirchener Vorfeld in ein Festungsglacis um. Da die Zerstörung des im Vorland gelegenen Stiftes und seiner Kirche im Jahr 1673 wahrscheinlich planvoll ablief, dürften wertvolle Ausstattungsstücke rechtzeitig in Sicherheit gebracht oder verkauft worden sein.

### Merians Stadtansicht

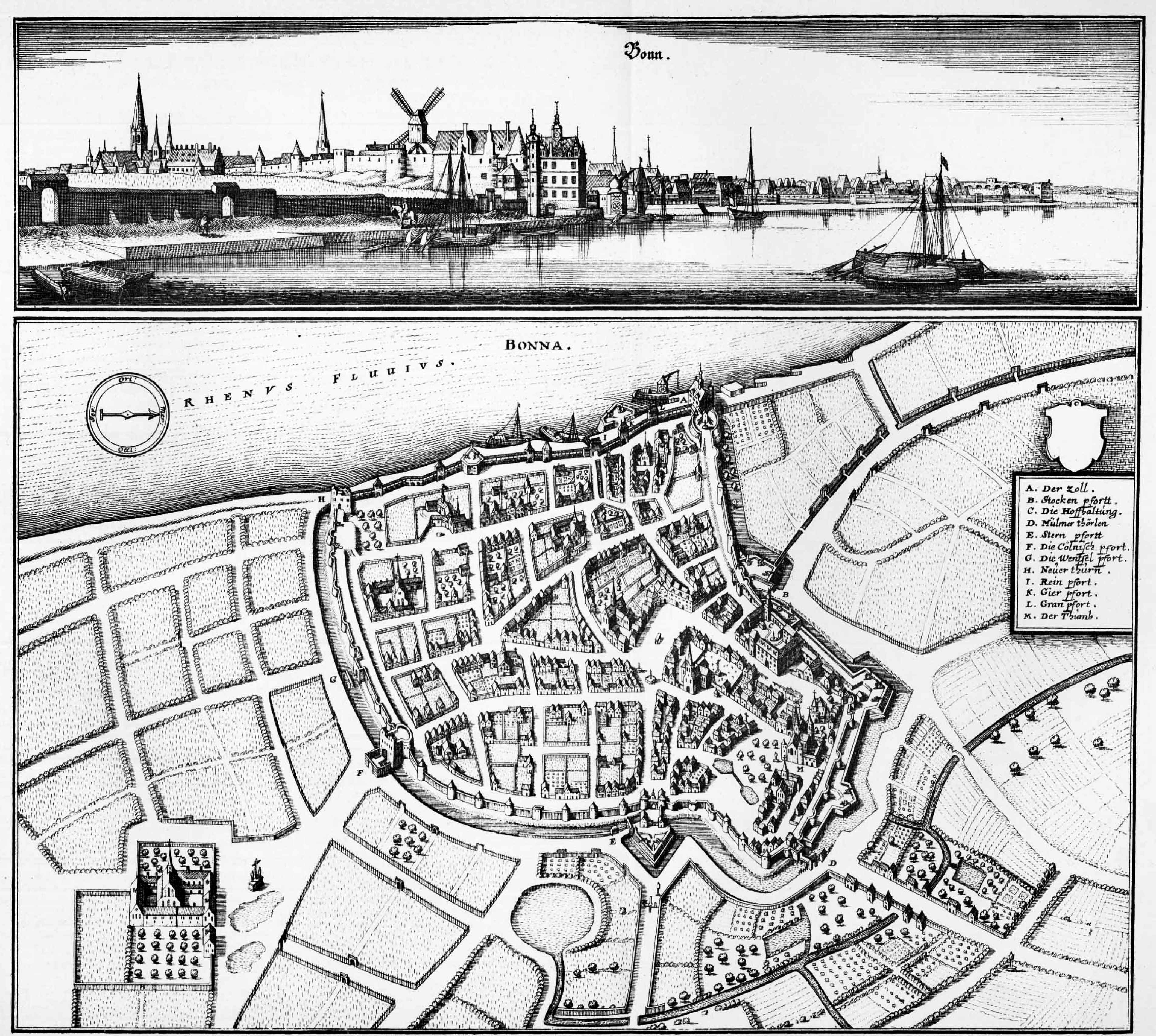
Bonn – Kupferstich von Matthäus Merian d. Ä. 1646

Zu den Jahren 1646/47 berichtete eine kurze Notiz zur Klosterkirche Dietkirchen. Es hieß „Die Kirche, die klein ist und recht dürftig ausgestattet…“ und im Jahr 1653 scheint eine Renovierung ihren Abschluss gefunden zu haben, denn es heißt: „nunc anno 1653 renovatum“. Bei Clemen heißt es zur Dietkirche: „nach der Abbildung Merians war die Kirche ein frühgotisches Bauwerk, deren Äußeres dem Stil der von R. Pick beschriebenen Minoriten Kirche entsprach“.
Etwa zwei Jahrzehnte nachdem der Schweizer Kupferstecher Matthäus Merian auch im Rheinland seine Skizzen fertigte, hatte die Pestepidemie auch den Köln-Bonner Raum erreicht und vernichtete viele Menschenleben. Da die Seuche vor allem in den Städten ihre Opfer fand, flüchteten die Wohlhabenden in ländliche Refugien. So flüchtete sich die Bonner Äbtissin mit ihren Stiftsdamen auf ihre Besitzungen am Vorgebirgsrand, wobei die Fräulein auf dem Sechtemer Ophof und die Äbtissin auf Gut Eichholz (ihrer Sommerresidenz) Quartier nahmen.
1605 bis 1620 führte Beatrix von Honeppel (genannt von Impel) die Belange des Stiftes. 1654 und 1655 sowie im Jahr 1663 ist Anna Maria von Velbrück Äbtissin im Stift Dietkirchen.
In einem Vertrag des Jahres 1662/63 – seit der 1341 verfügten Gütertrennung zwischen Äbtissin und Konvent waren die Stiftsfräulein auch ohne Äbtissin in den eigenen Belangen geschäftsfähig – wird eine ganze Anzahl der Stiftsdamen namentlich angeführt. Die Fräulein Maria von Velbrück zu Horst, Sophia Agnes von Kolff zu Haußen, Maria Francisca Elisabetha von Steinen, Anthonetta von Hersel zu Bodenheim und weitere Stiftsfräulein schlossen im Namen des Konvents einen modifizierten 12-jährigen Pachtvertrag mit dem Halfen des Sechtemer Ophofes. Im Vertrag war im Absatz vier festgelegt: „Die Pächter liefern in jedem Jahr zu Martini und zwei Wochen danach 134 Malter Getreide (1 Malter = 143,54 Liter) in diversen Sorten in den Dietkirchener Speicher nach Bonn oder nach Köln“.
Bereits 1669 begannen auch in der Höhe des Kölner Tores vorbereitende Maßnahmen, einen der Stadtmauer vorgelagerten Festungsrayon einzurichten. Dort wurde unter anderem ½ Morgen Weingarten des Deutschen Ordens in Köln eingezogen.

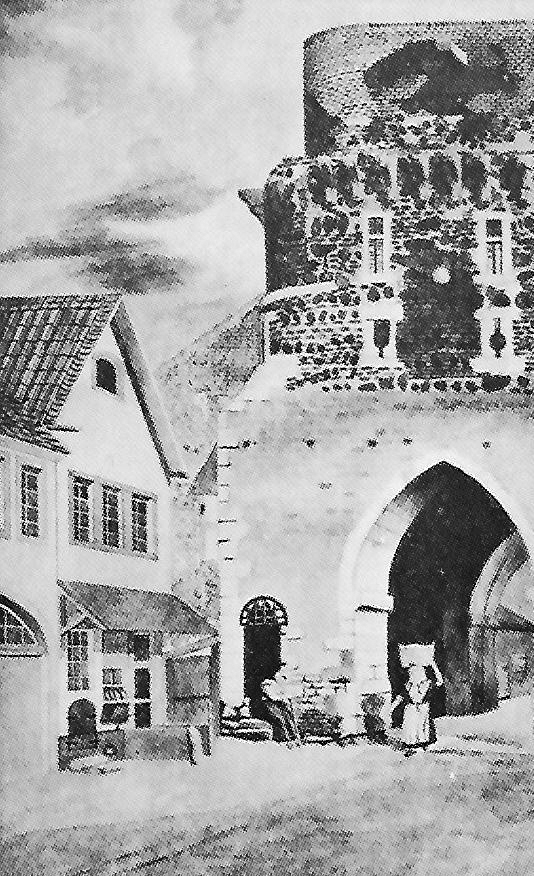
Kölnische Pforte kurz vor der Niederlegung

1672 begannen die Arbeiten am Kölntor selbst, dort dauerte das „fortificiren“ bis zum Oktober 1673 an. In diesem Rahmen sollen, wegen des bevorstehenden Holländischen Krieges und der Belagerung von Bonn, aus Verteidigungsgründen die vor den Stadtmauern gelegenen Stiftsgebäude sowie die Dietkirche niedergelegt worden sein. In den Aufzeichnungen des Pfarrarchivs heißt es: „Zerstörung des Stiftes, des Hauses der Äbtissin, des Fräulein Hauses, des Speichers, des Brau- und Backhauses“.

### Kirche und Stift innerhalb der Stadtmauern
Nach etwa 13 Jahren kehrten die vor der Pest aufs Land geflüchteten Stiftsdamen nach Bonn zurück und wohnten vorübergehend im Haus eines Bonner Klerikers, welches am Kleinhöfchen (am heutigen Martinsplatz) gelegen war.
Im Haus des Kanonikus Piesers erhielten sie 1680 nahe dem Kölner Tor eine feste Bleibe in der Pauls- oder auch Baggertsgasse. 1290 nannte man sie erstmals als „de domo et area in vicho sancti Pauli“ und um 1393 „up der Pauwelsgassen oerde“. Dort bewohnten eines der wenigen Häuser der Gasse Begarden, die seit dem 14. Jahrhundert in Bonn lebten. Sie widmeten sich der Krankenpflege (Hospital Overstolz) und nutzten die dortige Kapelle St. Paul zum Gebet. Nachdem der Kurfürst Max Heinrich dem Stift den dortigen Hof Overstolz, „der sonsten zu einem hospital oder pestkrankenhaus ordoniert gewesen“ und die Kapelle St. Paul übertragen hatte, versuchten die Stiftsdamen ihre und die Zukunft des Stiftes neu zu gestalten. Schon bald entstand dort wieder ein Kelter- und Speicherhaus. Hier in der Paulsgasse ist für 1681 Maria von Velbrück als Äbtissin belegt, die spätestens 1715 durch Odilia von Wylich abgelöst wurde.

### Nachfolge der Kapelle St. Paul

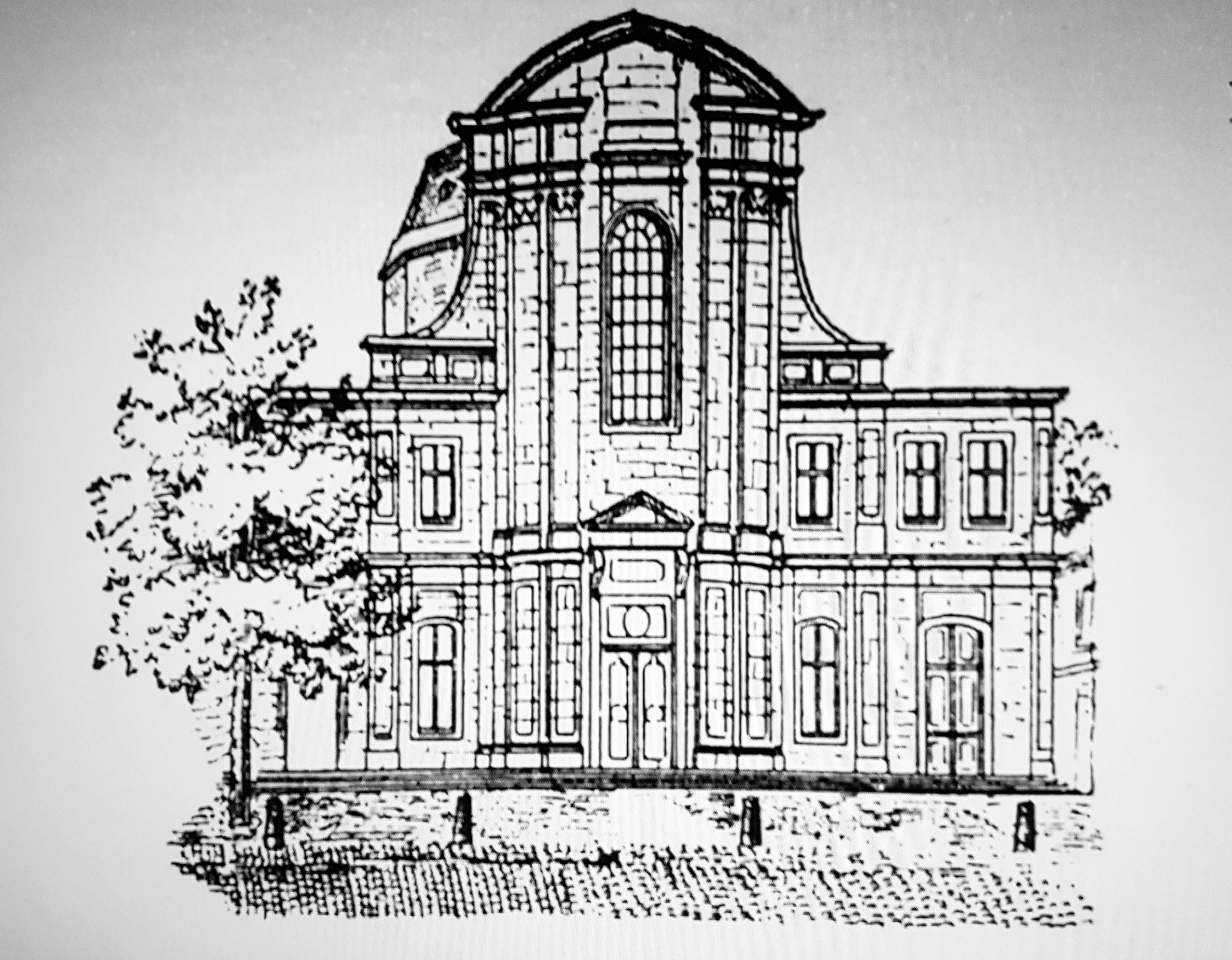
Nachfolgerin der Kapelle St. Paul

#### Stiftungen zum Bau der Barockkirche
Der zeitlich bedingte Verfall der St. Paulskapelle (Zeichnung Merians) sowie die anwachsende Schar der Gemeindemitglieder am Anfang des 18. Jahrhunderts erforderten einen Kirchenneubau in der ehemaligen Paulsgasse. Sie war nach 1531 zur Baggertsgasse umbenannt worden und erhielt später (1736 im Straßenverzeichnis) die heutige Bezeichnung Stiftsgasse.

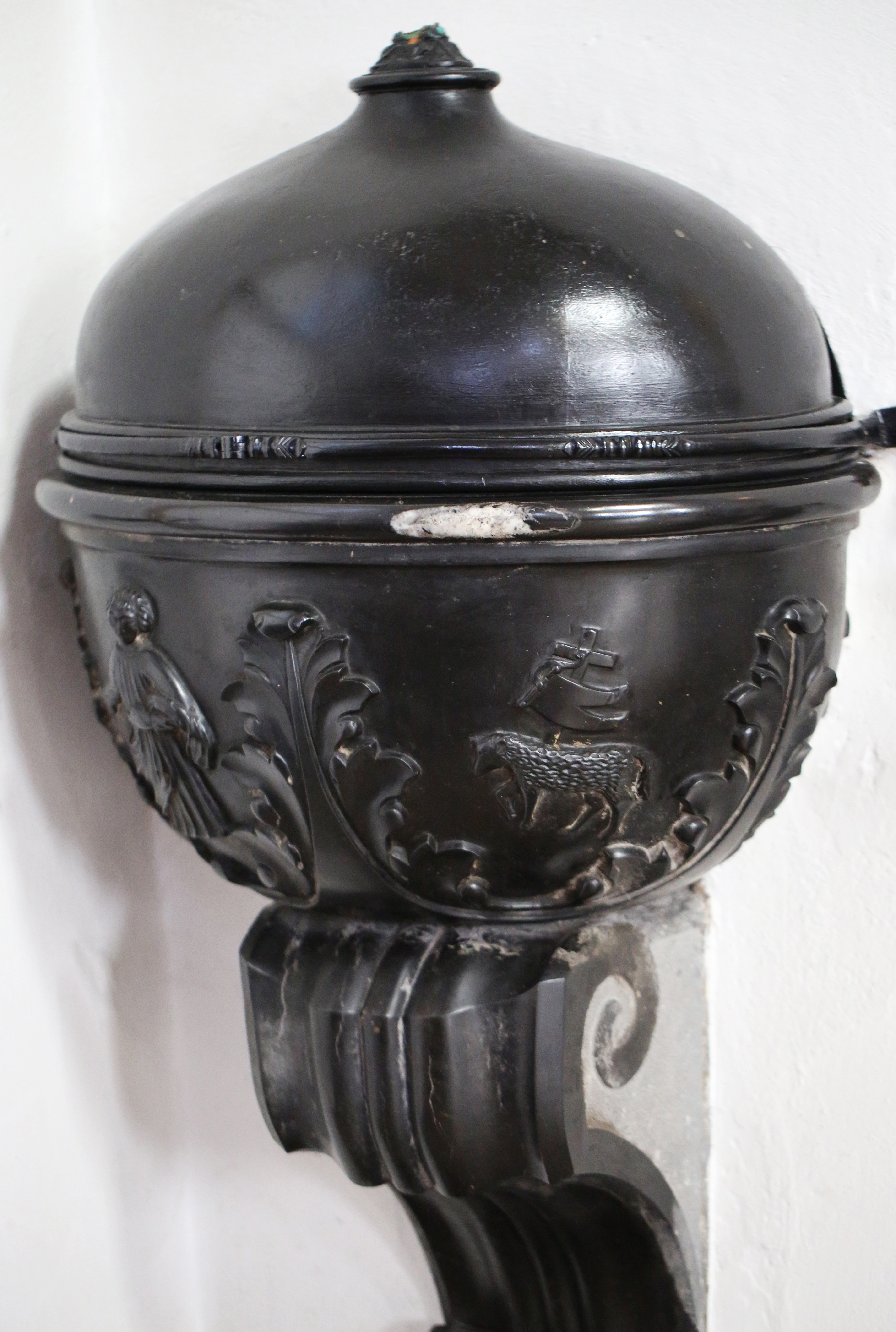
Taufbecken der Barockkirche

1725 stiftete der Kurfürst Clemens August 160 Reichstaler für den Kirchenbau, die vorläufig jährlich gezahlt werden sollten. Im Mai 1729 schloss man mit dem Architekten und Baumeister Maevis Bongarts einen Vertrag zur Bauausführung (Vertragstext im Staatsarchiv Düsseldorf). Das entworfene Bauwerk wurde ein kreuzförmig angelegtes Gotteshaus im zeitgenössischen Stil des Barock, dessen Mittelkuppel eine Höhe von etwa 22 Meter erreichte. Bereits im Juli 1729 fand die Grundsteinlegung durch Clemens August persönlich statt.
Dieser stiftete in der Folge auch 4000 Reichstaler für eine spezielle „facciata“ Fassadengestaltung. Dietkirchen selbst sah sich 1730 gezwungen, zur Fortsetzung des Kirchbaus ein Darlehen von 5000 Reichstalern aufzunehmen. 1737 stiftete Gräfin von Polheim zur Anfertigung eines Hochaltars 1000 Gulden (oberländisch) und H. von Gymnich steuerte dem gleichen Zweck 250 Reichstaler hinzu. Eine Sammlung für die Baumaßnahmen an der Kirche erbrachte weitere 7109 Reichstaler 66 Albus.

### Die Jahre vor der Aufhebung
1742 nahm Theresia Philippa von Gymnich das Amt der Äbtissin wahr. 1773 erwähnt der Stadtplan einen Brunnen an der Kölnstraße/Stiftsgasse (ein Pütz an dieser Stelle wurde bereits 1591 und 1699 erwähnt, es sind möglicherweise die Vorläufer des heutigen Brunnens am Stiftsplatz vis-à-vis der Stiftskirche).
Zum Stift hieß es im gleichen Jahr: „das Stift St. Petri in Dietkirchen linkerseits das eisen Gegitter, wo man in die Kirch gehet, neben dem Gegitter pomp (Pumpe), 3 Altäre (in der Kapelle), vorn an der Straß das Haus, worin die Frau Äbtissin wohnt“.

#### Letzte Äbtissin
In den Angaben zur Geschichte der Denkmäler des Kreises Bonn erwähnt der Historiker Paul Clemen, dass sich in der Pfarrkirche Sechtems eine von Petrus Legros (Sohn des Martin Legros) gegossene Glocke mit folgender Inschrift befand:

„S. ANNA BEY DEINER TOCHTERS KIND BITT FUR DIE, SO DEINE DIENER SIND.

M. ANNA L. B. DF BOURSCHEID, ABBATISSA IN DIETKIRCHEN.

PETRUS LEGROS FECIT ANNO 1785“

Die in der Glockeninschrift genannte „Abatissa“ L. B. de Bourscheid scheint die letzte namentlich bekannte Äbtissin des Stiftes gewesen zu sein. Für das Jahr 1790 vermerken die Akten den Stand der Stiftsangehörigen: Äbtissin, 9 Fräulein und ein Geistlicher als Sekretarius.

### Dietkirchens letzter Kirchhof

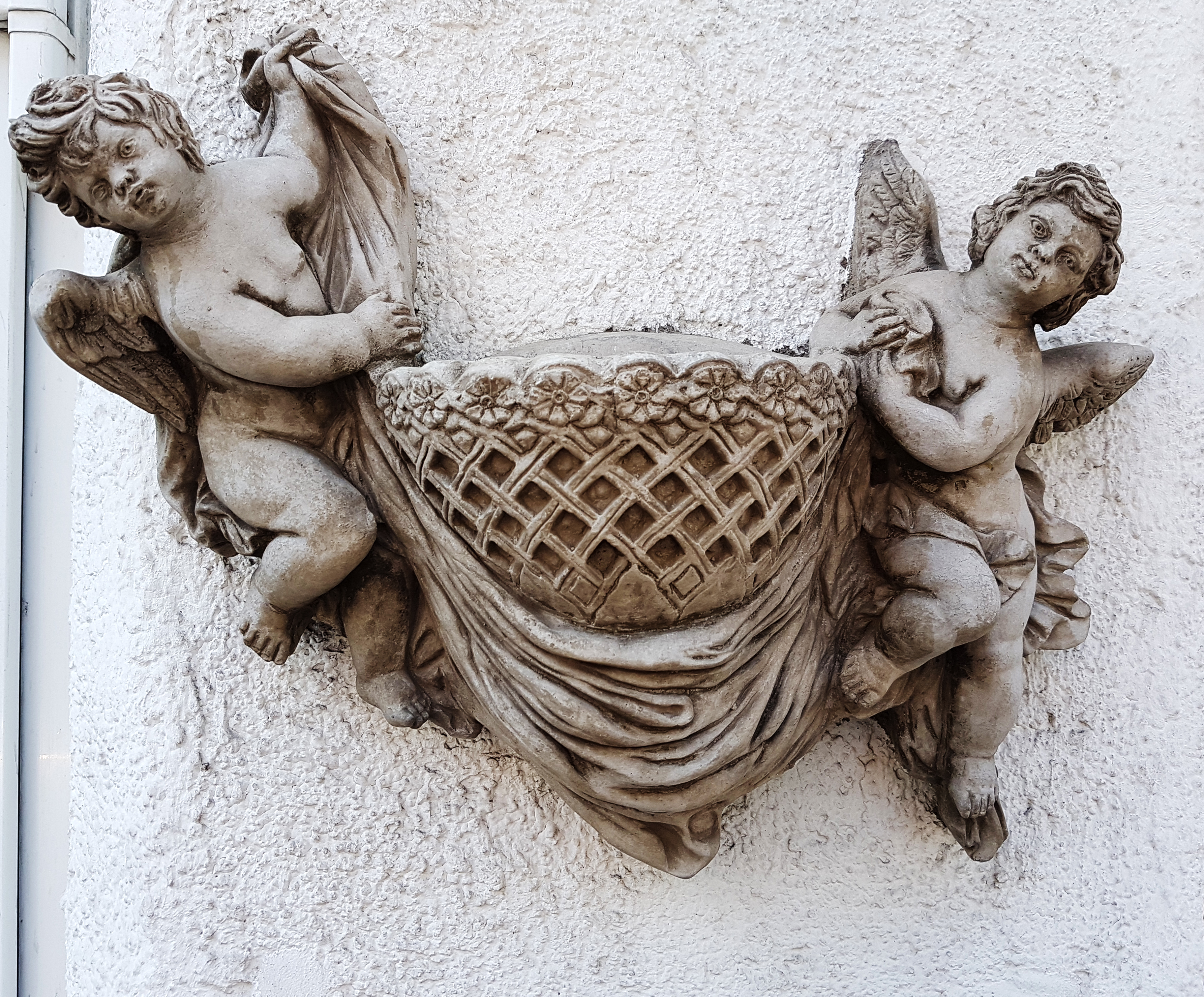
Eingangsdekoration Kölnstraße 45

Von dem erstmals 1721 sogenannten St. Pauli Kirchhof wird berichtet, dass er seit 1774 auch vom Stift zur Bestattung seiner Verstorbenen genutzt wurde. Er lag nach heutigen Erkenntnissen nicht allzu weit neben dem Standort der heutigen Stiftskirche, deren Adresse die Kölnstraße 31 ist, entfernt. Dietz berichtet, dass im Boden des hinteren Teils des Hauses Kölnstraße 45 nach dem Zweiten Weltkrieg Skelette gefunden wurden, die von dem Kirchhof St. Paulus stammen würden.

### Aufhebung des Stiftes
Unter der französischen Verwaltung endete auch die mittelalterliche Geschichte, die mit dem Namen Dietkirchen verbunden war. Das Kirchensystem hatte sich nun am Reglement des Mutterlandes der Franzosen zu orientieren, das im linksrheinischen Gebiet das 1801 abgeschlossene Konkordat zwischen Napoleon und Papst Pius VII. inklusive beigefügter Napoleonischer Artikel anzuwenden hatte.

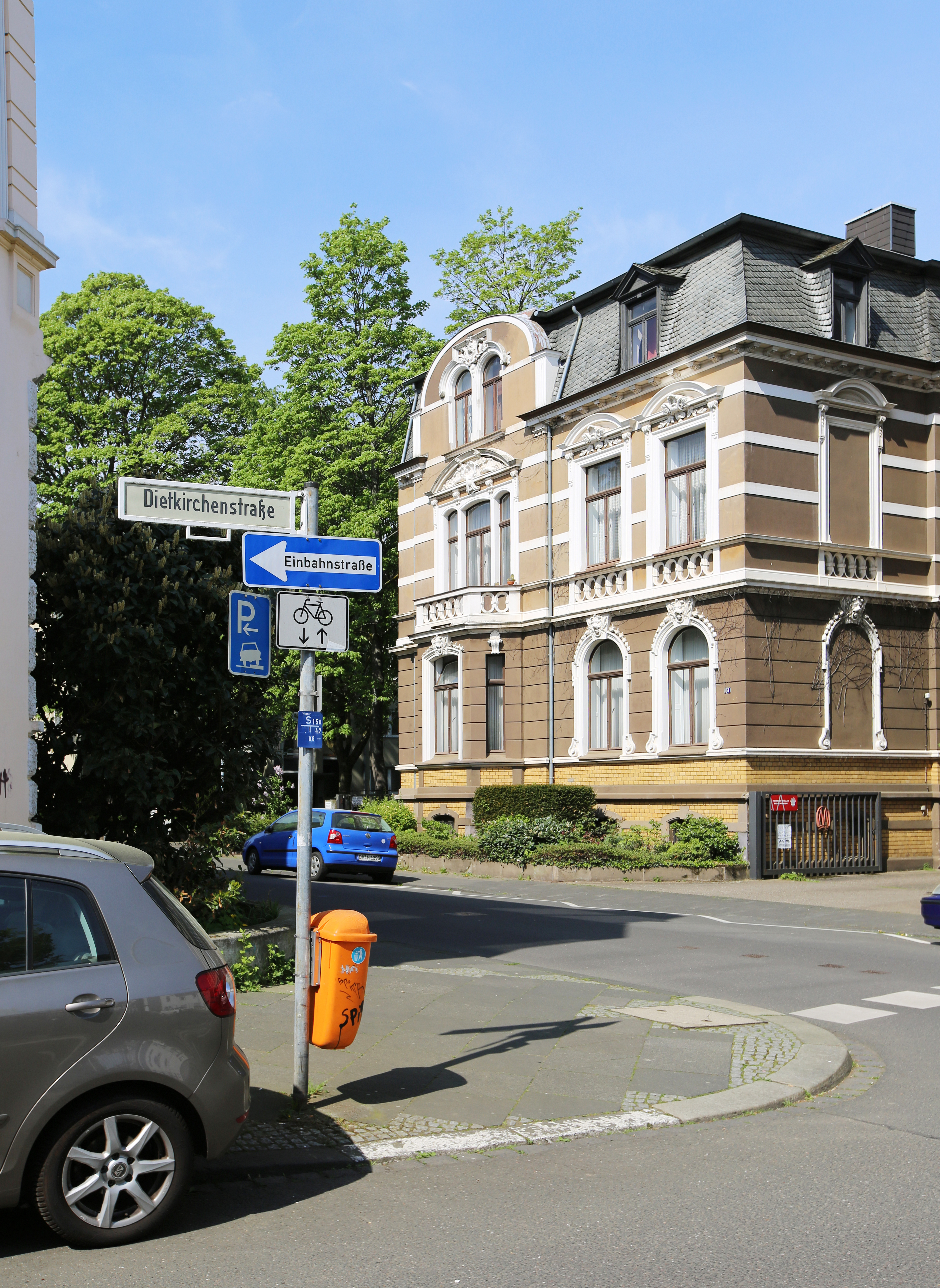
Benennung Dietkirchenstraße, eine Hommage der Stadt

1802 wurden Klöster und Stifte aufgehoben, geistlicher Besitz beschlagnahmt und verstaatlicht und so manche Kirche profaniert. Das bisherige Pfarrgebiet Dietkirchens erweiterte man um Teile der Gangolfpfarrei.
Die sich seit alter Zeit eingebürgerte Bezeichnung Stiftskirche erhielt sich seit dieser Zeit nur für die Kirche St. Johann Baptist und Petrus im nördlichen Bonn, nicht aber für das Bonner Münster. Der Name Dietkirchen verlor an Bedeutung und verschwand bis auf den seit 1910 bestehenden Straßennamen Dietkirchenstraße zwischen Kölnstraße und Nordstraße.